# Liste des anciennes communes de la Moselle
Cette page a pour objectif de retracer toutes les modifications communales dans le département de la Moselle : les anciennes communes qui ont existé depuis la Révolution française, ainsi que les créations, les modifications officielles de nom, ainsi que les échanges de territoires entre communes.
En 1800, le territoire du département de la Moselle, dans ses limites actuelles, comportait 927 communes,. Une vague de regroupements précoce aura lieu dès les 20 premières années d'existence des communes : elles sont concentrées dans le département de la Moselle d'alors et concerne souvent des petites communes d'une centaine d'habitants. Et elle sera suivie d'une série de rétablissements à compter des années 1830 et qui va se prolonger jusqu'au début du XXe siècle, particulièrement dans les régions minières. Finalement, ce qui marque, c'est que le nombre de communes va se stabiliser aux environs de 750 unités, un nombre important. Depuis lors, une timide tendance aux regroupements s'observe, entamé dès avant la loi Marcellin de 1971, particulièrement en milieu urbain (autour de Metz, autour de Thionville, de Sarreguemines, de Saint-Avold, de Hayange ou encore les fusions de Freyming et de Merlebach, de Basse-Yutz et de Haute-Yutz). À l'inverse, en milieu rural, bien que les communes soient devenues de petite taille, comme dans les arrondissements de Sarrebourg et de Château-Salins, les résistances sont fortes et les quelques expériences se sont souvent soldées par des défusions, dans la décennie suivante. Plus récemment, la loi Notre n'a rencontré que peu de succès et, aujourd'hui, on dénombre encore 725 communes (au 1er janvier 2025).
Situé à la frontière Nord-Est du pays, le département aura subi les affres des conflits ayant opposé la France et l'Allemagne. La partie intégrée à l'Allemagne à la suite de l'échec de la France en 1871, formera un nouveau département "Moselle" recomposé en 1919  : celui-ci aura récupéré deux arrondissements meurthois presque entiers (ceux de Sarrebourg et de Château-Salins) soit 242 communes. À l'inverse, il aura perdu l'arrondissement de Briey (124 communes). L'ancien département de la Moselle comptait 629 communes avant 1870.
Les changements de nom pendant les annexions allemandes de 1871-1918 et 1940-1944 ne sont pas mentionnés.
De même, la frontière avec l'Allemagne a été très fluctuante lors de l'Empire puis de la Restauration de la monarchie, au gré des victoires napoléoniennes puis des reculs : plusieurs villages ont ainsi été échangés à plusieurs reprises, spécialement dans le secteur de Bouzonville, dans les années 1810-1830.

## Transferts vers un autre département
À la suite de la défaite face à l'Allemagne en 1871, la France voit sa frontière redessinée et le département de la Meurthe voit ses limites modifiées (traité de Francfort). Plusieurs communes (124) provenant de l'ancien département de la Moselle restent françaises et sont intégrées au nouveau département de "Meurthe-et-Moselle" (loi du 7 septembre 1871). À l'inverse, l'ancien département de la Meurthe cède à l'Allemagne 242 communes, ce qui constituera après la victoire de 1918 le nouveau département de la Moselle :
| Département d'origine | Département de rattachement | Arrondissement concerné          | Canton d'origine concerné              | Communes concernées |
| --------------------- | --------------------------- | -------------------------------- | -------------------------------------- | --- |
| MEURTHE               | MOSELLE                     | Arrondissement de Château-Salins | Canton d'Albestroff (26 communes)      | Albestroff, Bénestroff, Bermering, Francaltroff, Givrycourt, Guinzeling, Honskirch, Insming, Insviller, Léning, Lohr, Lostroff, Loudrefing, Marimont-lès-Bénestroff, Molring, Montdidier, Munster, Nébing, Neufvillage, Réning, Rodalbe, Torcheville, Vahl-lès-Bénestroff, Vibersviller, Virming et Vittersbourg |
| MEURTHE               | MOSELLE                     | Arrondissement de Château-Salins | Canton de Château-Salins (35 communes) | Aboncourt-sur-Seille, Achain, Amelécourt, Attilloncourt, Bellange, Bioncourt, Burlioncourt, Chambrey, Château-Salins, Château-Voué, Conthil, Coutures, Dalhain, Dédeling, Fresnes-en-Saulnois, Gerbécourt, Grémecey, Haboudange, Hampont, Haraucourt-sur-Seille, Lidrequin, Lubécourt, Manhoué, Morville-lès-Vic, Obreck, Pettoncourt, Pévange, Puttigny, Riche, Salival, Salonnes, Sotzeling, Vannecourt, Vaxy et Wuisse               |
| MEURTHE               | MOSELLE                     | Arrondissement de Château-Salins | Canton de Delme (36 communes)          | Ajoncourt, Alaincourt-la-Côte, Aulnois-sur-Seille, Bacourt, Baudrecourt, Bréhain, Château-Bréhain, Chenois, Chicourt, Craincourt, Delme, Donjeux, Faxe, Fonteny, Fossieux, Frémery, Hannocourt, Jallaucourt, Juville, Laneuveville-en-Saulnois, Lemoncourt, Lesse, Liocourt, Lucy, Malaucourt-sur-Seille, Marthille, Morville-sur-Nied, Oriocourt, Oron, Prévocourt, Puzieux, Saint-Epvre, Tincry, Villers-sur-Nied, Viviers et Xocourt |
| MEURTHE               | MOSELLE                     | Arrondissement de Château-Salins | Canton de Dieuze (23 communes)         | Bassing, Bidestroff, Blanche-Église, Bourgaltroff, Cutting, Dieuze, Domnom-lès-Dieuze, Gelucourt, Guébestroff, Guéblange-lès-Dieuze, Guébling, Guénestroff, Kerprich-lès-Dieuze, Lidrezing, Lindre-Basse, Lindre-Haute, Mulcey, Rorbach-lès-Dieuze, Saint-Médard, Tarquimpol, Vergaville, Zarbeling et Zommange |
| MEURTHE               | MOSELLE                     | Arrondissement de Château-Salins | Canton de Vic-sur-Seille (15 communes) | Bezange-la-Petite, Bourdonnay, Donnelay, Hellocourt, Juvelize, Lagarde, Ley, Lezey, Maizières-lès-Vic, Marsal, Moncourt, Moyenvic, Ommeray, Vic-sur-Seille et Xanrey |
| MEURTHE               | MOSELLE                     | Arrondissement de Sarrebourg     | Canton de Fénétrange (22 communes)     | Angviller-lès-Bisping, Berthelming, Bettborn, Bickenholtz, Bisping, Desseling, Dolving, Fénétrange, Fleisheim, Gosselming, Hellering, Hilbesheim, Mittersheim, Niederstinzel, Oberstinzel, Postroff, Romelfing, Saint-Jean-de-Bassel, Sarraltroff, Schalbach, Veckersviller et Vieux-Lixheim |
| MEURTHE               | MOSELLE                     | Arrondissement de Sarrebourg     | Canton de Lorquin (18 communes)        | Abreschviller, Aspach, Fraquelfing, Hattigny, Héming, Hermelange, Lafrimbolle, Landange, Laneuveville-lès-Lorquin, Lorquin, Métairies-Saint-Quirin, Neufmoulins, Niderhoff, Nitting, Saint-Quirin, Turquestein, Vasperviller et Voyer |
| MEURTHE               | MOSELLE                     | Arrondissement de Sarrebourg     | Canton de Phalsbourg (26 communes)     | Arzviller, Berling, Bourscheid, Brouviller, Dabo, Danne-et-Quatre-Vents, Dannelbourg, Garrebourg, Guntzviller, Hangviller, Haselbourg, Henridorff, Hérange, Hultehouse, Lixheim, Lutzelbourg, Metting, Mittelbronn, Phalsbourg, Saint-Jean-Kourtzerode, Saint-Louis, Vescheim, Vilsberg, Waltembourg, Wintersbourg et Zilling |
| MEURTHE               | MOSELLE                     | Arrondissement de Sarrebourg     | Canton de Réchicourt (16 communes)     | Assenoncourt, Avricourt, Azoudange, Foulcrey, Fribourg, Gondrexange, Guermange, La Haie-des-Allemands, Hertzing, Ibigny, Languimberg, Moussey, Réchicourt-le-Château, Richeval, Romécourt et Saint-Georges |
| MEURTHE               | MOSELLE                     | Arrondissement de Sarrebourg     | Canton de Sarrebourg (25 communes)     | Barchain, Bébing, Biberkirch, Brouderdorff, Buhl-Lorraine, Diane-Capelle, Harreberg, Hartzviller, Haut-Clocher, Hesse, Hoff, Hommarting, Hommert, Imling, Kerprich-aux-Bois, Langatte, Niderviller, Plaine-de-Walsch, Réding, Rhodes, Sarrebourg, Schneckenbusch, Troisfontaines, Walscheid et Xouaxange |
| MOSELLE               | MEURTHE- ET-MOSELLE         | Arrondissement de Briey          | Canton d'Audun-le-Roman (24 communes)  | Anderny, Audun-le-Roman, Avillers, Bettainvillers, Beuvillers, Bonvillers-Mont, Crusnes, Domprix, Errouville, Joppécourt, Joudreville, Landres, Mairy, Malavillers, Mercy-le-Bas, Mercy-le-Haut, Murville, Preutin, Saint-Supplet, Sancy, Serrouville, Trieux, Tucquegnieux et Xivry-Circourt |
| MOSELLE               | MEURTHE- ET-MOSELLE         | Arrondissement de Briey          | Canton de Briey (17 communes)          | Anoux-Mancieulles, Auboué, Avril, Batilly, Briey, Génaville, Hatrize, Homécourt, Jœuf, Jouaville, Lantéfontaine, Lubey, Mance, Moineville, Moutiers, Saint-Ail et Valleroy |
| MOSELLE               | MEURTHE- ET-MOSELLE         | Arrondissement de Briey          | Canton de Conflans (25 communes)       | Abbéville, Affléville, Allamont, Béchamps, Boncourt, Brainville, Bruville, Conflans, Doncourt, Fléville-Lixières, Friauville, Giraumont, Gondrecourt-Aix, Hannonville, Jarny, Jeandelize, Labry, Mouaville, Norroy-le-Sec, Olley, Ozerailles, Puxe, Saint-Marcel, Thumeréville et Ville-sur-Yron |
| MOSELLE               | MEURTHE- ET-MOSELLE         | Arrondissement de Briey          | Canton de Longuyon (21 communes)       | Allondrelle, Beuveille-et-Doncourt, Charency-Vezin, Colmey, Cons-la-Grandville, Épiez, Fresnois-la-Montagne, Grand-Failly, Longuyon, Montigny-sur-Chiers, Othe, Petit-Failly, Pierrepont, Saint-Jean, Saint-Pancré, Tellancourt, Ugny, Villers-la-Chèvre, Villers-le-Rond, Villette et Viviers |
| MOSELLE               | MEURTHE- ET-MOSELLE         | Arrondissement de Briey          | Canton de Longwy (25 communes)         | Baslieux, Bazailles, Boismont, Bréhain-la-Ville, Chenières, Cosnes-et-Romain, Cutry, Fillières, Gorcy, Haucourt, Herserange, Hussigny, Laix, Lexy, Longwy, Mont-Saint-Martin, Morfontaine, Réhon, Saulnes, Thil, Tiercelet, Ville-au-Montois, Ville-Houdlémont, Villers-la-Montagne et Villerupt |
| MOSELLE               | MEURTHE- ET-MOSELLE         | Arrondissement de Metz           | Canton de Gorze (12 communes)          | Chambley, Dampvitoux, Hagéville, Mars-la-Tour, Onville, Puxieux, Saint-Julien-lès-Gorze, Sponville, Tronville, Villecey, Waville et Xonville |

| Département d'origine | Département de rattachement | Commune concernée        | Date (et nature) de la décision |
| --------------------- | --------------------------- | ------------------------ | ------------------------------- |
| MOSELLE               | BAS-RHIN                    | Obersteinbach            | 29 avril 1833 (Loi)             |
| MOSELLE               | BAS-RHIN                    | Bouquenom et Sarrewerden | 23 novembre 1793                |

## Changement de pays

### 1815
Communes de la Moselle cédées par la France à la Prusse par le traité de Paris de 1815, (traité du 30 mai 1814, Ordonnance royale du 18 août 1814, traité du 20 novembre 1815). Soit un total de 117 communes. 
| Lieu d'origine  | Lieu de rattachement | Canton d'origine concerné                                 | Communes concernées |
| --------------- | -------------------- | --------------------------------------------------------- | --- |
| MOSELLE, FRANCE | PALATINAT, ALLEMAGNE | Canton de Bitche (5 communes)                             | Ludwigswinckel, Niedersimpten, Obersimpten, Obersteinbach, et Petersbachel |
| MOSELLE, FRANCE | PALATINAT, ALLEMAGNE | Canton de Volmunster (6 communes)                         | Eppenbronn, Erlenbronn, Hilst, Kreppen, Schweix-lez-Breidenbach, et Trulben |
| MOSELLE, FRANCE | SARRE, ALLEMAGNE     | Canton de Bouzonville (5 communes)                        | Heining, Itterstroff, Leiding-et-Schreckling, Lognon (Ihn) et Villing |
| MOSELLE, FRANCE | SARRE, ALLEMAGNE     | Canton de Sierck (22 communes)                            | Biring, Buding-lez-Launstroff, Buschdorf, Dreisbach, Efft et Hellendorff, Flatten, Gongelfang, Hilbring, Keuching, Kirff et Beyren, Mondorff-lez-Gros-Hémestroff, Nohn, Oberleuken, Orscholtz, Scheuerwald, Schwemling et Bessering, Silving, Tunstroff, Wehing et Betting, Weiler, Weiten, et Willing |
| MOSELLE, FRANCE | SARRE, ALLEMAGNE     | Canton de Relling (37 communes)                           | Beaumarais, Becking, Bedestroff, Bourguesch et Cottendorf, Buren, Dilling, Duren, Emerstroff, Erbring, Fecking, Felsberg, Fremerstroff, Furweiler, Gros-Hémestroff, Guerlefang, Guising, Hargarten-lès-Becking, Haustadt, Honzrath, Itzbach, Kerling, Kerprich-Hémestroff, Limberg-bas, Limberg-haut, Mécheren, Merching, Niedaltroff, Nunkirchen, Oberesch, Pachten, Ramelfang, Rémeldorf, Reimsbach et Zeurange, Rheling, Sainte-Barbe, Sistroff, et Vaudrevange. |
| MOSELLE, FRANCE | SARRE, ALLEMAGNE     | Canton de Sarrelouis (19 communes)                        | Berus, Bisten et Linsel, Differten, Enstroff, Forweiler-nouveau, Forweiler-vieux, Fridericksweiler, Grisborn, Hostenbach, Hultzweiler et Saint-Laurent, Listroff, Loutre (= Fraulautern), Merten et Flatten, Puttelange-Créhange, Roden, Sarrelouis, Schaffhausen, Uberhern, Warsberg. |
| MOSELLE, FRANCE | SARRE, ALLEMAGNE     | Canton de Tholey (23 communes)                            | Alzweiler, Asbach, Aussen, Betting, Bliesen, Boubweiler, Castel, Costenbach, Derstroff, Eppelbronn, Exweiler, Gresaubach, Groning, Guydesweiler, Limbach, Marping, Naumborn, Oberthal, Scheuren, Soltzweiler, Steinbach, Tholey, Winterbach. |
| MOSELLE, FRANCE | SARRE, ALLEMAGNE     | Canton de Sarrebruck,                                     | |
| MOSELLE, FRANCE | SARRE, ALLEMAGNE     | Canton de Saint-Jean, (ex-cantons d'Arneval et de Lebach) | |

### 1825-1830
Communes réintégrées à la France, cédées par la Prusse entre 1825 et 1830. Soit un total de 9 communes
| Lieu d'origine    | Lieu de rattachement | Canton de rattachement             | Communes concernées                                                                                | Date (et nature) de la décision                          |
| ----------------- | -------------------- | ---------------------------------- | -------------------------------------------------------------------------------------------------- | -------------------------------------------------------- |
| PRUSSE ou BAVIÈRE | MOSELLE, FRANCE      | Canton de Bouzonville (5 communes) | Schreckling, Villing et les hameaux de Bourguesch, Cottendorf, Heining, Oltzweiler, et Rémelsdorff | 23 octobre 1829 (Convention) 7 octobre 1830 (Ordonnance) |
| PRUSSE ou BAVIÈRE | MOSELLE, FRANCE      | Canton de Bouzonville (5 communes) | Bibling, Leiding, et Merten                                                                        | 11 juin 1827 (Déclaration) 25 mars 1830 (Ordonnance)     |
| PRUSSE ou BAVIÈRE | MOSELLE, FRANCE      | Canton de Sierck (3 communes)      | Scheuerwald                                                                                        | 23 octobre 1829 (Convention) 7 octobre 1830 (Ordonnance) |
| PRUSSE ou BAVIÈRE | MOSELLE, FRANCE      | Canton de Sierck (3 communes)      | Flatten, et Gongelfang                                                                             | 11 juin 1827 (Déclaration)                               |
| PRUSSE ou BAVIÈRE | MOSELLE, FRANCE      | Canton de Bitche (1 commune)       | Obersteinbach                                                                                      | 9 décembre 1825 (Convention) 6 mars 1828 (Ordonnance)    |

## Fusions
| Nom de la nouvelle commune  | Communes réunies                                                                    | Régime                                                         | Date (et nature) de la décision                        | Date d'effet                                           |
| --------------------------- | ----------------------------------------------------------------------------------- | -------------------------------------------------------------- | ------------------------------------------------------ | ------------------------------------------------------ |
| Rezonville-Vionville        | Rezonville                                                                          | commune nouvelle (avec communes déléguées)                     | 30 novembre 2018 (Arrêté)                              | 1er janvier 2019                                       |
| Rezonville-Vionville        | Vionville                                                                           | commune nouvelle (avec communes déléguées)                     | 30 novembre 2018 (Arrêté)                              | 1er janvier 2019                                       |
| Manderen-Ritzing            | Manderen                                                                            | commune nouvelle (SANS communes déléguées depuis le 21-1-2019) | 20 novembre 2018 (Arrêté)                              | 1er janvier 2019                                       |
| Manderen-Ritzing            | Ritzing                                                                             | commune nouvelle (SANS communes déléguées depuis le 21-1-2019) | 20 novembre 2018 (Arrêté)                              | 1er janvier 2019                                       |
| Ogy-Montoy-Flanville        | Montoy-Flanville                                                                    | commune nouvelle (avec communes déléguées)                     | 22 décembre 2016 (Arrêté)                              | 1er janvier 2017                                       |
| Ogy-Montoy-Flanville        | Ogy                                                                                 | commune nouvelle (avec communes déléguées)                     | 22 décembre 2016 (Arrêté)                              | 1er janvier 2017                                       |
| Colligny-Maizery            | Colligny                                                                            | commune nouvelle (avec communes déléguées)                     | 29 avril 2016 (Arrêté)                                 | 1er janvier 2017                                       |
| Colligny-Maizery            | Maizery                                                                             | commune nouvelle (avec communes déléguées)                     | 29 avril 2016 (Arrêté)                                 | 1er janvier 2017                                       |
| Ancy-Dornot                 | Ancy-sur-Moselle                                                                    | commune nouvelle (avec communes déléguées)                     | 15 décembre 2015 (Arrêté)                              | 1er janvier 2016                                       |
| Ancy-Dornot                 | Dornot                                                                              | commune nouvelle (avec communes déléguées)                     | 15 décembre 2015 (Arrêté)                              | 1er janvier 2016                                       |
| Château-Voué                | Château-Voué                                                                        | fusion association (fusion simple depuis le 1-10-1982)         | 29 janvier 1981 (Arrêté)                               | 1er février 1981                                       |
| Château-Voué                | Dédeling                                                                            | fusion association (fusion simple depuis le 1-10-1982)         | 29 janvier 1981 (Arrêté)                               | 1er février 1981                                       |
| Condé-Northen               | Condé-Northen                                                                       | fusion association (fusion simple depuis le 22-10-2020)        | 26 avril 1979 (Arrêté)                                 | 1er juin 1979                                          |
| Condé-Northen               | Loutremange                                                                         | fusion association (fusion simple depuis le 22-10-2020)        | 26 avril 1979 (Arrêté)                                 | 1er juin 1979                                          |
| Château-Salins              | Château-Salins                                                                      | fusion association                                             | 30 mai 1975 (Arrêté)                                   | 1er juin 1975                                          |
| Château-Salins              | Coutures                                                                            | fusion association                                             | 30 mai 1975 (Arrêté)                                   | 1er juin 1975                                          |
| Bouzonville                 | Bouzonville                                                                         | fusion association (dissoute en 1982)                          | 16 avril 1974 (Arrêté)                                 | 1er mai 1974                                           |
| Bouzonville                 | Brettnach (commune rétablie en 1982)                                                | fusion association (dissoute en 1982)                          | 16 avril 1974 (Arrêté)                                 | 1er mai 1974                                           |
| Failly                      | Failly                                                                              | fusion simple                                                  | 28 décembre 1973 (Arrêté)                              | 1er janvier 1974                                       |
| Failly                      | Vrémy                                                                               | fusion simple                                                  | 28 décembre 1973 (Arrêté)                              | 1er janvier 1974                                       |
| Merten                      | Merten                                                                              | fusion association (dissoute en 1981)                          | 28 décembre 1973 (Arrêté)                              | 1er janvier 1974                                       |
| Merten                      | Villing (commune rétablie en 1981)                                                  | fusion association (dissoute en 1981)                          | 28 décembre 1973 (Arrêté)                              | 1er janvier 1974                                       |
| Brulange                    | Brulange                                                                            | fusion association (dissoute en 1986)                          | 21 novembre 1973 (Décret)                              | 1er décembre 1973                                      |
| Brulange                    | Arraincourt (commune rétablie en 1986)                                              | fusion association (dissoute en 1986)                          | 21 novembre 1973 (Décret)                              | 1er décembre 1973                                      |
| Brulange                    | Holacourt (commune rétablie en 1986)                                                | fusion association (dissoute en 1986)                          | 21 novembre 1973 (Décret)                              | 1er décembre 1973                                      |
| Brulange                    | Thonville (commune rétablie en 1986)                                                | fusion association (dissoute en 1986)                          | 21 novembre 1973 (Décret)                              | 1er décembre 1973                                      |
| Piblange                    | Piblange                                                                            | fusion association (fusion simple depuis le 23-2-2013)         | 21 novembre 1973 (Décret)                              | 1er décembre 1973                                      |
| Piblange                    | Saint-Bernard                                                                       | fusion association (fusion simple depuis le 23-2-2013)         | 21 novembre 1973 (Décret)                              | 1er décembre 1973                                      |
| Varize                      | Varize                                                                              | fusion association (fusion simple depuis le 13-3-2013)         | 21 novembre 1973 (Décret)                              | 1er décembre 1973                                      |
| Varize                      | Vaudoncourt                                                                         | fusion association (fusion simple depuis le 13-3-2013)         | 21 novembre 1973 (Décret)                              | 1er décembre 1973                                      |
| Belles-Forêts               | Bisping                                                                             | fusion association                                             | 6 septembre 1973 (Décret)                              | 9 septembre 1973                                       |
| Belles-Forêts               | Angviller-lès-Bisping                                                               | fusion association                                             | 6 septembre 1973 (Décret)                              | 9 septembre 1973                                       |
| Belles-Forêts               | Desseling (commune rétablie en 1986)                                                | fusion association                                             | 6 septembre 1973 (Décret)                              | 9 septembre 1973                                       |
| Albestroff                  | Albestroff                                                                          | fusion association (dissoute en 1998)                          | 12 juin 1973 (Arrêté)                                  | 1er juillet 1973                                       |
| Albestroff                  | Givrycourt (commune rétablie en 1998)                                               | fusion association (dissoute en 1998)                          | 12 juin 1973 (Arrêté)                                  | 1er juillet 1973                                       |
| Albestroff                  | Insming (commune rétablie en 1984)                                                  | fusion association (dissoute en 1998)                          | 12 juin 1973 (Arrêté)                                  | 1er juillet 1973                                       |
| Albestroff                  | Munster (commune rétablie en 1983)                                                  | fusion association (dissoute en 1998)                          | 12 juin 1973 (Arrêté)                                  | 1er juillet 1973                                       |
| Albestroff                  | Réning (commune rétablie en 1998)                                                   | fusion association (dissoute en 1998)                          | 12 juin 1973 (Arrêté)                                  | 1er juillet 1973                                       |
| Albestroff                  | Torcheville (commune rétablie en 1998)                                              | fusion association (dissoute en 1998)                          | 12 juin 1973 (Arrêté)                                  | 1er juillet 1973                                       |
| Amnéville                   | Amnéville                                                                           | fusion simple                                                  | 27 avril 1973 (Arrêté) 28 mai 1973 (Arrêté)            | 1er janvier 1974                                       |
| Amnéville                   | Malancourt-la-Montagne                                                              | fusion simple                                                  | 27 avril 1973 (Arrêté) 28 mai 1973 (Arrêté)            | 1er janvier 1974                                       |
| Faulquemont                 | Faulquemont                                                                         | fusion association                                             | 27 avril 1973 (Arrêté)                                 | 1er mai 1973                                           |
| Faulquemont                 | Chémery                                                                             | fusion association                                             | 27 avril 1973 (Arrêté)                                 | 1er mai 1973                                           |
| Val-de-Bride                | Guénestroff                                                                         | fusion simple                                                  | 20 février 1973 (Arrêté)                               | 1er mars 1973                                          |
| Val-de-Bride                | Kerprich-lès-Dieuze                                                                 | fusion simple                                                  | 20 février 1973 (Arrêté)                               | 1er mars 1973                                          |
| Gomelange                   | Gomelange                                                                           | fusion association (fusion simple depuis le 25-7-2014)         | 12 février 1973 (Arrêté)                               | 1er mars 1973                                          |
| Gomelange                   | Guirlange                                                                           | fusion association (fusion simple depuis le 25-7-2014)         | 12 février 1973 (Arrêté)                               | 1er mars 1973                                          |
| Boulay-Moselle              | Boulay-Moselle                                                                      | fusion association                                             | 29 décembre 1972 (Arrêté),                             | 1er janvier 1973                                       |
| Boulay-Moselle              | Halling-lès-Boulay                                                                  | fusion association                                             | 29 décembre 1972 (Arrêté),                             | 1er janvier 1973                                       |
| Courcelles-Chaussy          | Courcelles-Chaussy                                                                  | fusion association                                             | 29 décembre 1972 (Arrêté)                              | 1er janvier 1973                                       |
| Courcelles-Chaussy          | Landonvillers                                                                       | fusion association                                             | 29 décembre 1972 (Arrêté)                              | 1er janvier 1973                                       |
| Merten                      | Merten                                                                              | fusion association (dissoute en 1981)                          | 22 décembre 1972 (Arrêté)                              | 1er janvier 1973                                       |
| Merten                      | Berviller-en-Moselle (commune rétablie en 1981)                                     | fusion association (dissoute en 1981)                          | 22 décembre 1972 (Arrêté)                              | 1er janvier 1973                                       |
| Merten                      | Rémering-lès-Hargarten (commune rétablie en 1981)                                   | fusion association (dissoute en 1981)                          | 22 décembre 1972 (Arrêté)                              | 1er janvier 1973                                       |
| Diane-et-Kerprich           | Diane-Capelle (commune rétablie en 1985)                                            | fusion association (dissoute en 1985)                          | 1er octobre 1972 (Arrêté)                              | 1er octobre 1972                                       |
| Diane-et-Kerprich           | Kerprich-aux-Bois (commune rétablie en 1985)                                        | fusion association (dissoute en 1985)                          | 1er octobre 1972 (Arrêté)                              | 1er octobre 1972                                       |
| Hayange                     | Hayange                                                                             | fusion (dissoute en 1987)                                      | 30 décembre 1971 (Arrêté)                              | 1er janvier 1972                                       |
| Hayange                     | Ranguevaux (commune rétablie en 1987)                                               | fusion (dissoute en 1987)                                      | 30 décembre 1971 (Arrêté)                              | 1er janvier 1972                                       |
| Hayange                     | Hayange                                                                             | fusion                                                         | 23 février 1971 (Arrêté)                               | 13 mars 1971                                           |
| Hayange                     | Marspich                                                                            | fusion                                                         | 23 février 1971 (Arrêté)                               | 13 mars 1971                                           |
| Freyming-Merlebach          | Freyming                                                                            | fusion                                                         | 11 février 1971 (Décret)                               | 15 février 1971                                        |
| Freyming-Merlebach          | Merlebach                                                                           | fusion                                                         | 11 février 1971 (Décret)                               | 15 février 1971                                        |
| Metzervisse                 | Metzervisse                                                                         | fusion (dissoute en 1982)                                      | 8 janvier 1971 (Arrêté)                                | 1er février 1971                                       |
| Metzervisse                 | Volstroff (commune rétablie en 1982)                                                | fusion (dissoute en 1982)                                      | 8 janvier 1971 (Arrêté)                                | 1er février 1971                                       |
| Yutz                        | Basse-Yutz                                                                          | fusion                                                         | 24 décembre 1970 (Arrêté)                              | 1er janvier 1971                                       |
| Yutz                        | Haute-Yutz                                                                          | fusion                                                         | 24 décembre 1970 (Arrêté)                              | 1er janvier 1971                                       |
| Sarreguemines               | Sarreguemines                                                                       | fusion                                                         | 17 décembre 1970 (Arrêté)                              | 1er janvier 1971                                       |
| Sarreguemines               | Folpersviller                                                                       | fusion                                                         | 17 décembre 1970 (Arrêté)                              | 1er janvier 1971                                       |
| Cattenom                    | Cattenom                                                                            | fusion                                                         | 3 août 1970 (Arrêté)                                   | 1er janvier 1971                                       |
| Cattenom                    | Sentzich                                                                            | fusion                                                         | 3 août 1970 (Arrêté)                                   | 1er janvier 1971                                       |
| Thionville                  | Thionville                                                                          | fusion                                                         | 28 mai 1970 (Décret) 30 juin 1970 (Arrêté)             | 1er juillet 1970                                       |
| Thionville                  | Garche                                                                              | fusion                                                         | 28 mai 1970 (Décret) 30 juin 1970 (Arrêté)             | 1er juillet 1970                                       |
| Thionville                  | Kœking                                                                              | fusion                                                         | 28 mai 1970 (Décret) 30 juin 1970 (Arrêté)             | 1er juillet 1970                                       |
| Thionville                  | Œutrange                                                                            | fusion                                                         | 28 mai 1970 (Décret) 30 juin 1970 (Arrêté)             | 1er juillet 1970                                       |
| Hayange                     | Hayange                                                                             | fusion                                                         | 24 décembre 1969 (Arrêté)                              | 1er janvier 1970                                       |
| Hayange                     | Saint-Nicolas-en-Forêt                                                              | fusion                                                         | 24 décembre 1969 (Arrêté)                              | 1er janvier 1970                                       |
| Thionville                  | Thionville                                                                          | fusion                                                         | 26 février 1969 (Décret)                               | 5 mars 1969                                            |
| Thionville                  | Volkrange                                                                           | fusion                                                         | 26 février 1969 (Décret)                               | 5 mars 1969                                            |
| Troisfontaines              | Trois-Fontaines                                                                     | fusion                                                         | 20 décembre 1967 (Arrêté) 29 décembre 1967 (Arrêté)    | 30 décembre 1967                                       |
| Troisfontaines              | Biberkirch                                                                          | fusion                                                         | 20 décembre 1967 (Arrêté) 29 décembre 1967 (Arrêté)    | 30 décembre 1967                                       |
| Thionville                  | Thionville                                                                          | fusion                                                         | 28 novembre 1966 (Arrêté)                              | 1er janvier 1967                                       |
| Thionville                  | Veymerange                                                                          | fusion                                                         | 28 novembre 1966 (Arrêté)                              | 1er janvier 1967                                       |
| Saint-Avold                 | Saint-Avold                                                                         | fusion                                                         | 24 décembre 1964 (Arrêté)                              | 1er janvier 1965                                       |
| Saint-Avold                 | Dourd'hal                                                                           | fusion                                                         | 24 décembre 1964 (Arrêté)                              | 1er janvier 1965                                       |
| Rémilly                     | Rémilly                                                                             | fusion                                                         | 1er décembre 1964 (Arrêté)                             | 1er janvier 1965                                       |
| Rémilly                     | Dain-en-Saulnois                                                                    | fusion                                                         | 1er décembre 1964 (Arrêté)                             | 1er janvier 1965                                       |
| Sarreguemines               | Sarreguemines                                                                       | fusion                                                         | 31 décembre 1963 (Arrêté)                              | 1er janvier 1964                                       |
| Sarreguemines               | Neunkirch-lès-Sarreguemines                                                         | fusion                                                         | 31 décembre 1963 (Arrêté)                              | 1er janvier 1964                                       |
| Sarreguemines               | Welferding                                                                          | fusion                                                         | 31 décembre 1963 (Arrêté)                              | 1er janvier 1964                                       |
| Metz                        | Metz                                                                                | fusion                                                         | 4 décembre 1961 (Décret)                               | 9 décembre 1961                                        |
| Metz                        | Borny                                                                               | fusion                                                         | 4 décembre 1961 (Décret)                               | 9 décembre 1961                                        |
| Metz                        | Magny                                                                               | fusion                                                         | 4 décembre 1961 (Décret)                               | 9 décembre 1961                                        |
| Metz                        | Vallières-lès-Metz                                                                  | fusion                                                         | 4 décembre 1961 (Décret)                               | 9 décembre 1961                                        |
| Sailly-Achâtel              | Sailly                                                                              | fusion                                                         | 21 novembre 1961 (Arrêté)                              | 1er janvier 1962                                       |
| Sailly-Achâtel              | Achâtel                                                                             | fusion                                                         | 21 novembre 1961 (Arrêté)                              | 1er janvier 1962                                       |
| Conthil                     | Conthil                                                                             | fusion                                                         | 27 décembre 1960 (Arrêté)                              | 1er janvier 1961                                       |
| Conthil                     | Lidrequin                                                                           | fusion                                                         | 27 décembre 1960 (Arrêté)                              | 1er janvier 1961                                       |
| Grostenquin                 | Grostenquin                                                                         | fusion                                                         | 30 décembre 1959 (Arrêté)                              | 1er janvier 1960                                       |
| Grostenquin                 | Bertring                                                                            | fusion                                                         | 30 décembre 1959 (Arrêté)                              | 1er janvier 1960                                       |
| Sarrebourg                  | Sarrebourg                                                                          | fusion                                                         | 28 mars 1953 (Arrêté)                                  | 1er avril 1953                                         |
| Sarrebourg                  | Hoff                                                                                | fusion                                                         | 28 mars 1953 (Arrêté)                                  | 1er avril 1953                                         |
| Gœtzenbruck                 | Gœtzenbruck                                                                         | fusion                                                         | 28 décembre 1946 (Arrêté),                             | 12 avril 1947                                          |
| Gœtzenbruck                 | Sarreinsberg                                                                        | fusion                                                         | 28 décembre 1946 (Arrêté),                             | 12 avril 1947                                          |
| Serémange-Erzange           | Serémange                                                                           | fusion                                                         | 19 décembre 1930 (Arrêté)                              | 19 décembre 1930 (Arrêté)                              |
| Serémange-Erzange           | Erzange                                                                             | fusion                                                         | 19 décembre 1930 (Arrêté)                              | 19 décembre 1930 (Arrêté)                              |
| Suisse                      | Basse-Suisse                                                                        | fusion                                                         | 1921                                                   | 1921                                                   |
| Suisse                      | Haute-Suisse                                                                        | fusion                                                         | 1921                                                   | 1921                                                   |
| Metz                        | Metz                                                                                | fusion                                                         | 25 juin 1910 (Ordonnance)                              | 1er avril 1914                                         |
| Metz                        | Le Sablon                                                                           | fusion                                                         | 25 juin 1910 (Ordonnance)                              | 1er avril 1914                                         |
| Metz                        | Metz                                                                                | fusion                                                         | 1907                                                   | 1er avril 1908                                         |
| Metz                        | Devant-les-Ponts                                                                    | fusion                                                         | 1907                                                   | 1er avril 1908                                         |
| Metz                        | Metz                                                                                | fusion                                                         | 1906                                                   | 1906                                                   |
| Metz                        | Plantières-Queuleu                                                                  | fusion                                                         | 1906                                                   | 1906                                                   |
| Richeval                    | Richeval                                                                            | fusion                                                         | 1896                                                   | 1896                                                   |
| Richeval                    | La Haie-des-Allemands                                                               | fusion                                                         | 1896                                                   | 1896                                                   |
| Ars-Laquenexy               | Ars-Laquenexy                                                                       | fusion                                                         | 1891                                                   | 1891                                                   |
| Ars-Laquenexy               | Mercy-lès-Metz                                                                      | fusion                                                         | 1891                                                   | 1891                                                   |
| Grostenquin                 | Grostenquin                                                                         | fusion                                                         | 1891                                                   | 1891                                                   |
| Grostenquin                 | Obrick                                                                              | fusion                                                         | 1891                                                   | 1891                                                   |
| Morville-lès-Vic            | Morville-lès-Vic                                                                    | fusion                                                         | 1888                                                   | 1888                                                   |
| Morville-lès-Vic            | Salival (en 1928, Salival est transféré à Moyenvic)                                 | fusion                                                         | 1888                                                   | 1888                                                   |
| Fonteny                     | Fonteny                                                                             | fusion                                                         | 1886                                                   | 1886                                                   |
| Fonteny                     | Faxe                                                                                | fusion                                                         | 1886                                                   | 1886                                                   |
| Maizières-lès-Vic           | Maizières-lès-Vic                                                                   | fusion                                                         | 1885                                                   | 1885                                                   |
| Maizières-lès-Vic           | Hellocourt                                                                          | fusion                                                         | 1885                                                   | 1885                                                   |
| Azoudange                   | Azoudange                                                                           | fusion                                                         | 1880                                                   | 1880                                                   |
| Azoudange                   | Romecourt                                                                           | fusion                                                         | 1880                                                   | 1880                                                   |
| Neunkirchen                 | Neunkirchen                                                                         | fusion                                                         | 3 juin 1837 (Ordonnance),                              | 3 juin 1837 (Ordonnance),                              |
| Neunkirchen                 | Rémeldorf                                                                           | fusion                                                         | 3 juin 1837 (Ordonnance),                              | 3 juin 1837 (Ordonnance),                              |
| Nitting                     | Nitting                                                                             | fusion                                                         | 8 janvier 1834 (Ordonnance)                            | 8 janvier 1834 (Ordonnance)                            |
| Nitting                     | Barville (une partie)                                                               | fusion                                                         | 8 janvier 1834 (Ordonnance)                            | 8 janvier 1834 (Ordonnance)                            |
| Voyer                       | Voyer                                                                               | fusion                                                         | 8 janvier 1834 (Ordonnance)                            | 8 janvier 1834 (Ordonnance)                            |
| Voyer                       | Barville (une partie : la ferme de la Haute-Bourdonne)                              | fusion                                                         | 8 janvier 1834 (Ordonnance)                            | 8 janvier 1834 (Ordonnance)                            |
| Heining                     | Heining                                                                             | fusion                                                         | 7 octobre 1830 (Ordonnance)                            | 7 octobre 1830 (Ordonnance)                            |
| Heining                     | Leyding                                                                             | fusion                                                         | 7 octobre 1830 (Ordonnance)                            | 7 octobre 1830 (Ordonnance)                            |
| Heining                     | Lognon (Ihn, en allemand)                                                           | fusion                                                         | 7 octobre 1830 (Ordonnance)                            | 7 octobre 1830 (Ordonnance)                            |
| Launstroff                  | Launstroff                                                                          | fusion                                                         | 7 octobre 1830 (Ordonnance),                           | 7 octobre 1830 (Ordonnance),                           |
| Launstroff                  | Scheuerwald                                                                         | fusion                                                         | 7 octobre 1830 (Ordonnance),                           | 7 octobre 1830 (Ordonnance),                           |
| Manderen                    | Manderen                                                                            | fusion                                                         | 7 octobre 1830 (Ordonnance),                           | 7 octobre 1830 (Ordonnance),                           |
| Manderen                    | Tunting-Mensberg                                                                    | fusion                                                         | 7 octobre 1830 (Ordonnance),                           | 7 octobre 1830 (Ordonnance),                           |
| Villing                     | Villing                                                                             | fusion                                                         | 7 octobre 1830 (Ordonnance),                           | 7 octobre 1830 (Ordonnance),                           |
| Villing                     | Schreckling (rattaché à Heining en 1832)                                            | fusion                                                         | 7 octobre 1830 (Ordonnance),                           | 7 octobre 1830 (Ordonnance),                           |
| Vany                        | Vany                                                                                | fusion                                                         | 17 février 1819 (Ordonnance)                           | 17 février 1819 (Ordonnance)                           |
| Vany                        | Villers-l'Orme                                                                      | fusion                                                         | 17 février 1819 (Ordonnance)                           | 17 février 1819 (Ordonnance)                           |
| Guerstling                  | Guerstling                                                                          | fusion                                                         | 20 novembre 1815 (Traité)                              | 20 novembre 1815 (Traité)                              |
| Guerstling                  | Niedwelling                                                                         | fusion                                                         | 20 novembre 1815 (Traité)                              | 20 novembre 1815 (Traité)                              |
| Seingbouse                  | Seingbouse                                                                          | fusion                                                         | 12 mars 1814 (Décret)                                  | 12 mars 1814 (Décret)                                  |
| Seingbouse                  | Guenviller (commune rétablie en 1841)                                               | fusion                                                         | 12 mars 1814 (Décret)                                  | 12 mars 1814 (Décret)                                  |
| Pournoy-la-Grasse           | Pournoy-la-Grasse                                                                   | fusion                                                         | 21 février 1814 (Décret)                               | 21 février 1814 (Décret)                               |
| Pournoy-la-Grasse           | Verny (commune rétablie en 1869)                                                    | fusion                                                         | 21 février 1814 (Décret)                               | 21 février 1814 (Décret)                               |
| Brulange                    | Brulange                                                                            | fusion                                                         | 14 janvier 1814 (Décret),                              | 14 janvier 1814 (Décret),                              |
| Brulange                    | Haute-et-Basse-Suisse (commune rétablie en 1843)                                    | fusion                                                         | 14 janvier 1814 (Décret),                              | 14 janvier 1814 (Décret),                              |
| Landroff                    | Landroff                                                                            | fusion                                                         | 30 octobre 1813 (Décret)                               | 30 octobre 1813 (Décret)                               |
| Landroff                    | Eincheville (commune rétablie en 1833)                                              | fusion                                                         | 30 octobre 1813 (Décret)                               | 30 octobre 1813 (Décret)                               |
| Vallerange                  | Vallerange                                                                          | fusion                                                         | 30 octobre 1813 (Décret)                               | 30 octobre 1813 (Décret)                               |
| Vallerange                  | Harprich (commune rétablie en 1833)                                                 | fusion                                                         | 30 octobre 1813 (Décret)                               | 30 octobre 1813 (Décret)                               |
| Guéblange-lès-Sarralbe      | Guéblange-lès-Sarralbe                                                              | fusion                                                         | 8 octobre 1813 (Décret)                                | 8 octobre 1813 (Décret)                                |
| Guéblange-lès-Sarralbe      | Wentzwiller                                                                         | fusion                                                         | 8 octobre 1813 (Décret)                                | 8 octobre 1813 (Décret)                                |
| Nousseviller-lès-Puttelange | Nousseviller-lès-Puttelange                                                         | fusion                                                         | 1er février 1813 (Décret) 1er septembre 1813 (Décret), | 1er février 1813 (Décret) 1er septembre 1813 (Décret), |
| Nousseviller-lès-Puttelange | Cadenborn                                                                           | fusion                                                         | 1er février 1813 (Décret) 1er septembre 1813 (Décret), | 1er février 1813 (Décret) 1er septembre 1813 (Décret), |
| Nousseviller-lès-Puttelange | Metzing (commune rétablie en 1846)                                                  | fusion                                                         | 1er février 1813 (Décret) 1er septembre 1813 (Décret), | 1er février 1813 (Décret) 1er septembre 1813 (Décret), |
| Rouhling                    | Rouhling                                                                            | fusion                                                         | 5 avril 1813 (Décret)                                  | 5 avril 1813 (Décret)                                  |
| Rouhling                    | Hundling (commune rétablie en 1833)                                                 | fusion                                                         | 5 avril 1813 (Décret)                                  | 5 avril 1813 (Décret)                                  |
| Rouhling                    | Lixing-lès-Rouhling (commune rétablie en 1833)                                      | fusion                                                         | 5 avril 1813 (Décret)                                  | 5 avril 1813 (Décret)                                  |
| Zetting                     | Zetting                                                                             | fusion                                                         | 5 avril 1813 (Décret)                                  | 5 avril 1813 (Décret)                                  |
| Zetting                     | Dieding                                                                             | fusion                                                         | 5 avril 1813 (Décret)                                  | 5 avril 1813 (Décret)                                  |
| Guinkirchen                 | Guinkirchen                                                                         | fusion                                                         | 23 mars 1813 (Décret),                                 | 23 mars 1813 (Décret),                                 |
| Guinkirchen                 | Mégange (commune rétablie en 1833)                                                  | fusion                                                         | 23 mars 1813 (Décret),                                 | 23 mars 1813 (Décret),                                 |
| Guinkirchen                 | Rurange (rattaché à Mégange en 1833)                                                | fusion                                                         | 23 mars 1813 (Décret),                                 | 23 mars 1813 (Décret),                                 |
| Laning                      | Laning                                                                              | fusion                                                         | 1er février 1813 (Décret),                             | 1er février 1813 (Décret),                             |
| Laning                      | Frémestroff (commune rétablie en 1835)                                              | fusion                                                         | 1er février 1813 (Décret),                             | 1er février 1813 (Décret),                             |
| Laning                      | Lixing-lès-Laning (commune rétablie en 1835, sous le nom de Lixing-lès-Saint-Avold) | fusion                                                         | 1er février 1813 (Décret),                             | 1er février 1813 (Décret),                             |
| Volmunster                  | Volmunster                                                                          | fusion                                                         | 1er février 1813 (Décret)                              | 1er février 1813 (Décret)                              |
| Volmunster                  | Eschwiller                                                                          | fusion                                                         | 1er février 1813 (Décret)                              | 1er février 1813 (Décret)                              |
| Volmunster                  | Weiskirch                                                                           | fusion                                                         | 1er février 1813 (Décret)                              | 1er février 1813 (Décret)                              |
| Hoste-Haut                  | Hoste-Haut                                                                          | fusion                                                         | 23 janvier 1813 (Décret),                              | 23 janvier 1813 (Décret),                              |
| Hoste-Haut                  | Cappel (commune rétablie en 1826)                                                   | fusion                                                         | 23 janvier 1813 (Décret),                              | 23 janvier 1813 (Décret),                              |
| Leyviller                   | Leyviller                                                                           | fusion                                                         | 23 janvier 1813 (Décret)                               | 23 janvier 1813 (Décret)                               |
| Leyviller                   | Altrippe (commune rétablie en 1833)                                                 | fusion                                                         | 23 janvier 1813 (Décret)                               | 23 janvier 1813 (Décret)                               |
| Loutzviller                 | Loutzviller                                                                         | fusion                                                         | 23 janvier 1813 (Décret)                               | 23 janvier 1813 (Décret)                               |
| Loutzviller                 | Schweyen (commune rétablie en 1886)                                                 | fusion                                                         | 23 janvier 1813 (Décret)                               | 23 janvier 1813 (Décret)                               |
| Rolbing                     | Rolbing                                                                             | fusion                                                         | 23 janvier 1813 (Décret)                               | 23 janvier 1813 (Décret)                               |
| Rolbing                     | Opperding                                                                           | fusion                                                         | 23 janvier 1813 (Décret)                               | 23 janvier 1813 (Décret)                               |
| Laquenexy                   | Laquenexy                                                                           | fusion                                                         | 12 janvier 1813 (Décret)                               | 12 janvier 1813 (Décret)                               |
| Laquenexy                   | Villers-Laquenexy                                                                   | fusion                                                         | 12 janvier 1813 (Décret)                               | 12 janvier 1813 (Décret)                               |
| Narbéfontaine               | Narbéfontaine                                                                       | fusion                                                         | 12 janvier 1813 (Décret)                               | 12 janvier 1813 (Décret)                               |
| Narbéfontaine               | Brouck (commune rétablie en 1847)                                                   | fusion                                                         | 12 janvier 1813 (Décret)                               | 12 janvier 1813 (Décret)                               |
| Saint-Jure                  | Saint-Jure                                                                          | fusion                                                         | 12 janvier 1813 (Décret),                              | 12 janvier 1813 (Décret),                              |
| Saint-Jure                  | Alémont                                                                             | fusion                                                         | 12 janvier 1813 (Décret),                              | 12 janvier 1813 (Décret),                              |
| Saint-Jure                  | Ressaincourt                                                                        | fusion                                                         | 12 janvier 1813 (Décret),                              | 12 janvier 1813 (Décret),                              |
| Rémilly                     | Rémilly                                                                             | fusion                                                         | 1813                                                   | 1813                                                   |
| Rémilly                     | Aubecourt                                                                           | fusion                                                         | 1813                                                   | 1813                                                   |
| Bazoncourt                  | Bazoncourt                                                                          | fusion                                                         | 21 septembre 1812 (Décret)                             | 21 septembre 1812 (Décret)                             |
| Bazoncourt                  | Berlize                                                                             | fusion                                                         | 21 septembre 1812 (Décret)                             | 21 septembre 1812 (Décret)                             |
| Bazoncourt                  | Vaucremont                                                                          | fusion                                                         | 21 septembre 1812 (Décret)                             | 21 septembre 1812 (Décret)                             |
| Maizeroy                    | Maizeroy                                                                            | fusion                                                         | 21 septembre 1812 (Décret)                             | 21 septembre 1812 (Décret)                             |
| Maizeroy                    | Chevillon                                                                           | fusion                                                         | 21 septembre 1812 (Décret)                             | 21 septembre 1812 (Décret)                             |
| Pange                       | Pange                                                                               | fusion                                                         | 21 septembre 1812 (Décret)                             | 21 septembre 1812 (Décret)                             |
| Pange                       | Mont                                                                                | fusion                                                         | 21 septembre 1812 (Décret)                             | 21 septembre 1812 (Décret)                             |
| Cheminot                    | Cheminot                                                                            | fusion                                                         | 21 août 1812 (Décret)                                  | 21 août 1812 (Décret)                                  |
| Cheminot                    | Longeville-lès-Cheminot                                                             | fusion                                                         | 21 août 1812 (Décret)                                  | 21 août 1812 (Décret)                                  |
| Coincy                      | Coincy                                                                              | fusion                                                         | 21 août 1812 (Décret)                                  | 21 août 1812 (Décret)                                  |
| Coincy                      | Colombey                                                                            | fusion                                                         | 21 août 1812 (Décret)                                  | 21 août 1812 (Décret)                                  |
| Hinckange                   | Hinckange                                                                           | fusion                                                         | 21 août 1812 (Décret)                                  | 21 août 1812 (Décret)                                  |
| Hinckange                   | Brecklange                                                                          | fusion                                                         | 21 août 1812 (Décret)                                  | 21 août 1812 (Décret)                                  |
| Montoy-Flanville            | Montoy                                                                              | fusion                                                         | 21 août 1812 (Décret)                                  | 21 août 1812 (Décret)                                  |
| Montoy-Flanville            | Flanville                                                                           | fusion                                                         | 21 août 1812 (Décret)                                  | 21 août 1812 (Décret)                                  |
| Niedervisse                 | Niedervisse                                                                         | fusion                                                         | 21 août 1812 (Décret)                                  | 21 août 1812 (Décret)                                  |
| Niedervisse                 | Obervisse (commune rétablie en 1880)                                                | fusion                                                         | 21 août 1812 (Décret)                                  | 21 août 1812 (Décret)                                  |
| Servigny-lès-Sainte-Barbe   | Servigny-lès-Sainte-Barbe                                                           | fusion                                                         | 21 août 1812 (Décret)                                  | 21 août 1812 (Décret)                                  |
| Servigny-lès-Sainte-Barbe   | Poixe                                                                               | fusion                                                         | 21 août 1812 (Décret)                                  | 21 août 1812 (Décret)                                  |
| Waldweistroff               | Waldweistroff                                                                       | fusion                                                         | 20 août 1812 (Décret)                                  | 20 août 1812 (Décret)                                  |
| Waldweistroff               | Flastroff (commune rétablie en 1847)                                                | fusion                                                         | 20 août 1812 (Décret)                                  | 20 août 1812 (Décret)                                  |
| Courcelles-Chaussy          | Courcelles                                                                          | fusion                                                         | 7 août 1812 (Décret)                                   | 7 août 1812 (Décret)                                   |
| Courcelles-Chaussy          | Pont-à-Chaussy                                                                      | fusion                                                         | 7 août 1812 (Décret)                                   | 7 août 1812 (Décret)                                   |
| Piblange                    | Piblange                                                                            | fusion                                                         | 8 août 1812 (Décret)                                   | 8 août 1812 (Décret)                                   |
| Piblange                    | Bockange                                                                            | fusion                                                         | 8 août 1812 (Décret)                                   | 8 août 1812 (Décret)                                   |
| Chanville                   | Chanville                                                                           | fusion                                                         | 31 juillet 1812 (Décret)                               | 31 juillet 1812 (Décret)                               |
| Chanville                   | Aoury (transféré à Villers-Stoncourt en 1833)                                       | fusion                                                         | 31 juillet 1812 (Décret)                               | 31 juillet 1812 (Décret)                               |
| Chanville                   | Villers-Stoncourt (commune rétablie en 1833)                                        | fusion                                                         | 31 juillet 1812 (Décret)                               | 31 juillet 1812 (Décret)                               |
| Kerbach                     | Kerbach                                                                             | fusion                                                         | 31 juillet 1812 (Décret)                               | 31 juillet 1812 (Décret)                               |
| Kerbach                     | Behren (commune rétablie en 1925)                                                   | fusion                                                         | 31 juillet 1812 (Décret)                               | 31 juillet 1812 (Décret)                               |
| Kerbach                     | Etzling (commune rétablie en 1896)                                                  | fusion                                                         | 31 juillet 1812 (Décret)                               | 31 juillet 1812 (Décret)                               |
| Sanry-sur-Nied              | Sanry-sur-Nied                                                                      | fusion                                                         | 31 juillet 1812 (Décret)                               | 31 juillet 1812 (Décret)                               |
| Sanry-sur-Nied              | Domangeville (en 1936, Domangeville est transféré à Pange)                          | fusion                                                         | 31 juillet 1812 (Décret)                               | 31 juillet 1812 (Décret)                               |
| Servigny-lès-Raville        | Servigny-lès-Raville                                                                | fusion                                                         | 31 juillet 1812 (Décret)                               | 31 juillet 1812 (Décret)                               |
| Servigny-lès-Raville        | Frécourt                                                                            | fusion                                                         | 31 juillet 1812 (Décret)                               | 31 juillet 1812 (Décret)                               |
| Thimonville                 | Thimonville                                                                         | fusion                                                         | 31 juillet 1812 (Décret)                               | 31 juillet 1812 (Décret)                               |
| Thimonville                 | Tragny (commune rétablie en 1833)                                                   | fusion                                                         | 31 juillet 1812 (Décret)                               | 31 juillet 1812 (Décret)                               |
| Vry                         | Vry                                                                                 | fusion                                                         | 31 juillet 1812 (Décret)                               | 31 juillet 1812 (Décret)                               |
| Vry                         | Gondreville                                                                         | fusion                                                         | 31 juillet 1812 (Décret)                               | 31 juillet 1812 (Décret)                               |
| Aumetz                      | Aumetz                                                                              | fusion                                                         | 2 juillet 1812 (Décret)                                | 2 juillet 1812 (Décret)                                |
| Aumetz                      | Crusnes (commune rétablie en 1833) (auj. département de Meurthe-et-Moselle)         | fusion                                                         | 2 juillet 1812 (Décret)                                | 2 juillet 1812 (Décret)                                |
| Breidenbach                 | Breidenbach                                                                         | fusion                                                         | 2 juillet 1812 (Décret)                                | 2 juillet 1812 (Décret)                                |
| Breidenbach                 | Olsberg                                                                             | fusion                                                         | 2 juillet 1812 (Décret)                                | 2 juillet 1812 (Décret)                                |
| Florange                    | Florange                                                                            | fusion                                                         | 2 juillet 1812 (Décret),                               | 2 juillet 1812 (Décret),                               |
| Florange                    | Ébange-et-Daspich                                                                   | fusion                                                         | 2 juillet 1812 (Décret),                               | 2 juillet 1812 (Décret),                               |
| Grostenquin                 | Grostenquin                                                                         | fusion                                                         | 2 juillet 1812 (Décret),                               | 2 juillet 1812 (Décret),                               |
| Grostenquin                 | Bertring (commune rétablie en 1835)                                                 | fusion                                                         | 2 juillet 1812 (Décret),                               | 2 juillet 1812 (Décret),                               |
| Grostenquin                 | Linstroff                                                                           | fusion                                                         | 2 juillet 1812 (Décret),                               | 2 juillet 1812 (Décret),                               |
| Richemont                   | Richemont                                                                           | fusion                                                         | 2 juillet 1812 (Décret)                                | 2 juillet 1812 (Décret)                                |
| Richemont                   | Mondelange (commune rétablie en 1921)                                               | fusion                                                         | 2 juillet 1812 (Décret)                                | 2 juillet 1812 (Décret)                                |
| Walschbronn                 | Walschbronn                                                                         | fusion                                                         | 26 avril 1811 ?? ou 26 avril 1812 (Décret),            | 26 avril 1811 ?? ou 26 avril 1812 (Décret),            |
| Walschbronn                 | Waldhouse (Waldhausen) (commune rétablie en 1835)                                   | fusion                                                         | 26 avril 1811 ?? ou 26 avril 1812 (Décret),            | 26 avril 1811 ?? ou 26 avril 1812 (Décret),            |
| Gandrange-et-Amnéville      | Gandrange-et-Amnéville                                                              | fusion                                                         | 22 avril 1812 (Décret)                                 | 22 avril 1812 (Décret)                                 |
| Gandrange-et-Amnéville      | Boussange                                                                           | fusion                                                         | 22 avril 1812 (Décret)                                 | 22 avril 1812 (Décret)                                 |
| Norroy-le-Veneur            | Norroy-le-Veneur                                                                    | fusion                                                         | 22 avril 1812 (Décret)                                 | 22 avril 1812 (Décret)                                 |
| Norroy-le-Veneur            | Plesnois (commune rétablie en 1847)                                                 | fusion                                                         | 22 avril 1812 (Décret)                                 | 22 avril 1812 (Décret)                                 |
| Linstroff                   | Linstroff                                                                           | fusion                                                         | 12 avril 1812 (Décret)                                 | 12 avril 1812 (Décret)                                 |
| Linstroff                   | Obrick (commune rétablie en 1880)                                                   | fusion                                                         | 12 avril 1812 (Décret)                                 | 12 avril 1812 (Décret)                                 |
| Boulange                    | Boulange                                                                            | fusion                                                         | 30 mars 1812 (Décret)                                  | 30 mars 1812 (Décret)                                  |
| Boulange                    | Bassompierre                                                                        | fusion                                                         | 30 mars 1812 (Décret)                                  | 30 mars 1812 (Décret)                                  |
| Elzange                     | Elzange                                                                             | fusion                                                         | 30 mars 1812 (Décret)                                  | 30 mars 1812 (Décret)                                  |
| Elzange                     | Valmestroff (commune rétablie en 1923)                                              | fusion                                                         | 30 mars 1812 (Décret)                                  | 30 mars 1812 (Décret)                                  |
| Kirsch-lès-Sierck           | Kirsch-lès-Sierck                                                                   | fusion                                                         | 30 mars 1812 (Décret)                                  | 30 mars 1812 (Décret)                                  |
| Kirsch-lès-Sierck           | Apach (commune rétablie en 1833)                                                    | fusion                                                         | 30 mars 1812 (Décret)                                  | 30 mars 1812 (Décret)                                  |
| Launstroff                  | Launstroff                                                                          | fusion                                                         | 30 mars 1812 (Décret),                                 | 30 mars 1812 (Décret),                                 |
| Launstroff                  | Ritzing (commune rétablie en 1880)                                                  | fusion                                                         | 30 mars 1812 (Décret),                                 | 30 mars 1812 (Décret),                                 |
| Launstroff                  | Scheuerwald                                                                         | fusion                                                         | 30 mars 1812 (Décret),                                 | 30 mars 1812 (Décret),                                 |
| Vaudreching                 | Vaudreching                                                                         | fusion                                                         | 30 mars 1812 (Décret)                                  | 30 mars 1812 (Décret)                                  |
| Vaudreching                 | Alzing (commune rétablie en 1833)                                                   | fusion                                                         | 30 mars 1812 (Décret)                                  | 30 mars 1812 (Décret)                                  |
| Bionville                   | Bionville                                                                           | fusion                                                         | 26 mars 1812 (Décret)                                  | 26 mars 1812 (Décret)                                  |
| Bionville                   | Morlange-sur-Nied                                                                   | fusion                                                         | 26 mars 1812 (Décret)                                  | 26 mars 1812 (Décret)                                  |
| Marieulles                  | Marieulles                                                                          | fusion                                                         | 22 février 1812 (Décret)                               | 22 février 1812 (Décret)                               |
| Marieulles                  | Vezon                                                                               | fusion                                                         | 22 février 1812 (Décret)                               | 22 février 1812 (Décret)                               |
| Ottange                     | Ottange                                                                             | fusion                                                         | 27 janvier 1812 (Décret),                              | 27 janvier 1812 (Décret),                              |
| Ottange                     | Nondkeil                                                                            | fusion                                                         | 27 janvier 1812 (Décret),                              | 27 janvier 1812 (Décret),                              |
| Ottange                     | Rochonvillers (commune rétablie en 1833)                                            | fusion                                                         | 27 janvier 1812 (Décret),                              | 27 janvier 1812 (Décret),                              |
| L'Hôpital                   | L'Hôpital                                                                           | fusion                                                         | 24 janvier 1812 (Décret)                               | 24 janvier 1812 (Décret)                               |
| L'Hôpital                   | Carling (commune rétablie en 1894)                                                  | fusion                                                         | 24 janvier 1812 (Décret)                               | 24 janvier 1812 (Décret)                               |
| Siersthal                   | Siersthal                                                                           | fusion                                                         | 21 janvier 1812 (Décret)                               | 21 janvier 1812 (Décret)                               |
| Siersthal                   | Holbach-lez-Lemberg                                                                 | fusion                                                         | 21 janvier 1812 (Décret)                               | 21 janvier 1812 (Décret)                               |
| Waldwisse                   | Waldwisse                                                                           | fusion                                                         | 21 janvier 1812 (Décret)                               | 21 janvier 1812 (Décret)                               |
| Waldwisse                   | Betting-et-Gongelfang                                                               | fusion                                                         | 21 janvier 1812 (Décret)                               | 21 janvier 1812 (Décret)                               |
| Beyren                      | Beyren                                                                              | fusion                                                         | 3 janvier 1812 (Décret)                                | 3 janvier 1812 (Décret)                                |
| Beyren                      | Gandren                                                                             | fusion                                                         | 3 janvier 1812 (Décret)                                | 3 janvier 1812 (Décret)                                |
| Rurange                     | Rurange                                                                             | fusion                                                         | 3 janvier 1812 (Décret),                               | 3 janvier 1812 (Décret),                               |
| Rurange                     | Logne                                                                               | fusion                                                         | 3 janvier 1812 (Décret),                               | 3 janvier 1812 (Décret),                               |
| Rurange                     | Montrequienne                                                                       | fusion                                                         | 3 janvier 1812 (Décret),                               | 3 janvier 1812 (Décret),                               |
| Ernestviller                | Ernestviller                                                                        | fusion                                                         | 28 décembre 1811 (Décret)                              | 28 décembre 1811 (Décret)                              |
| Ernestviller                | Heckenransbach                                                                      | fusion                                                         | 28 décembre 1811 (Décret)                              | 28 décembre 1811 (Décret)                              |
| Forbach                     | Forbach                                                                             | fusion                                                         | 28 décembre 1811 (Décret),                             | 28 décembre 1811 (Décret),                             |
| Forbach                     | Schœneck (transféré à Stiring-Wendel en 1857, puis commune rétablie en 1927)        | fusion                                                         | 28 décembre 1811 (Décret),                             | 28 décembre 1811 (Décret),                             |
| Forbach                     | Verrerie-Sophie (commune rétablie en 1857, sous le nom de Stiring-Wendel)           | fusion                                                         | 28 décembre 1811 (Décret),                             | 28 décembre 1811 (Décret),                             |
| Hombourg-Kédange            | Hombourg-Budange (commune rétablie en 1902)                                         | fusion                                                         | 28 décembre 1811 (Décret)                              | 28 décembre 1811 (Décret)                              |
| Hombourg-Kédange            | Kédange (commune rétablie en 1902)                                                  | fusion                                                         | 28 décembre 1811 (Décret)                              | 28 décembre 1811 (Décret)                              |
| Loupershouse                | Loupershouse                                                                        | fusion                                                         | 28 décembre 1811 (Décret)                              | 28 décembre 1811 (Décret)                              |
| Loupershouse                | Ellviller                                                                           | fusion                                                         | 28 décembre 1811 (Décret)                              | 28 décembre 1811 (Décret)                              |
| Mécleuves                   | Mécleuves                                                                           | fusion                                                         | 28 décembre 1811 (Décret)                              | 28 décembre 1811 (Décret)                              |
| Mécleuves                   | Frontigny                                                                           | fusion                                                         | 28 décembre 1811 (Décret)                              | 28 décembre 1811 (Décret)                              |
| Opperding                   | Opperding                                                                           | fusion                                                         | 28 décembre 1811 (Décret)                              | 28 décembre 1811 (Décret)                              |
| Opperding                   | Ohrenthal                                                                           | fusion                                                         | 28 décembre 1811 (Décret)                              | 28 décembre 1811 (Décret)                              |
| Tressange                   | Tressange                                                                           | fusion                                                         | 28 décembre 1811 (Décret)                              | 28 décembre 1811 (Décret)                              |
| Tressange                   | Bure                                                                                | fusion                                                         | 28 décembre 1811 (Décret)                              | 28 décembre 1811 (Décret)                              |
| Veymerange-Terville         | Veymerange-Terville                                                                 | fusion                                                         | 28 décembre 1811 (Décret)                              | 28 décembre 1811 (Décret)                              |
| Veymerange-Terville         | Élange                                                                              | fusion                                                         | 28 décembre 1811 (Décret)                              | 28 décembre 1811 (Décret)                              |
| Sanry-lès-Vigy              | Sanry-lès-Vigy                                                                      | fusion                                                         | 23 décembre 1811 (Décret)                              | 23 décembre 1811 (Décret)                              |
| Sanry-lès-Vigy              | Méchy                                                                               | fusion                                                         | 23 décembre 1811 (Décret)                              | 23 décembre 1811 (Décret)                              |
| Grostenquin                 | Grostenquin                                                                         | fusion                                                         | 22 décembre 1811 (Décret)                              | 22 décembre 1811 (Décret)                              |
| Grostenquin                 | Gréning (commune rétablie en 1840)                                                  | fusion                                                         | 22 décembre 1811 (Décret)                              | 22 décembre 1811 (Décret)                              |
| Villers-Bettnach            | Villers-Bettnach                                                                    | fusion                                                         | 20 décembre 1811 (Décret)                              | 20 décembre 1811 (Décret)                              |
| Villers-Bettnach            | Saint-Hubert                                                                        | fusion                                                         | 20 décembre 1811 (Décret)                              | 20 décembre 1811 (Décret)                              |
| Barst                       | Barst                                                                               | fusion                                                         | 9 décembre 1811 (Décret)                               | 9 décembre 1811 (Décret)                               |
| Barst                       | Marienthal                                                                          | fusion                                                         | 9 décembre 1811 (Décret)                               | 9 décembre 1811 (Décret)                               |
| Bettelainville              | Bettelainville                                                                      | fusion                                                         | 9 décembre 1811 (Décret),                              | 9 décembre 1811 (Décret),                              |
| Bettelainville              | Altroff                                                                             | fusion                                                         | 9 décembre 1811 (Décret),                              | 9 décembre 1811 (Décret),                              |
| Bettelainville              | Mancy                                                                               | fusion                                                         | 9 décembre 1811 (Décret),                              | 9 décembre 1811 (Décret),                              |
| Farébersviller              | Farébersviller                                                                      | fusion                                                         | 9 décembre 1811 (Décret)                               | 9 décembre 1811 (Décret)                               |
| Farébersviller              | Henriville (commune rétablie en 1847)                                               | fusion                                                         | 9 décembre 1811 (Décret)                               | 9 décembre 1811 (Décret)                               |
| Haute-et-Basse-Suisse       | Suisse-Haute                                                                        | fusion                                                         | 9 décembre 1811 (Décret)                               | 9 décembre 1811 (Décret)                               |
| Haute-et-Basse-Suisse       | Suisse-Basse                                                                        | fusion                                                         | 9 décembre 1811 (Décret)                               | 9 décembre 1811 (Décret)                               |
| Hilsprich                   | Hilsprich                                                                           | fusion                                                         | 9 décembre 1811 (Décret)                               | 9 décembre 1811 (Décret)                               |
| Hilsprich                   | Castviller-et-Morsbronn                                                             | fusion                                                         | 9 décembre 1811 (Décret)                               | 9 décembre 1811 (Décret)                               |
| Macheren                    | Macheren                                                                            | fusion                                                         | 9 décembre 1811 (Décret)                               | 9 décembre 1811 (Décret)                               |
| Macheren                    | Ébersviller-la-Petite                                                               | fusion                                                         | 9 décembre 1811 (Décret)                               | 9 décembre 1811 (Décret)                               |
| Puttelange-lès-Rodemack     | Puttelange-lès-Rodemack                                                             | fusion                                                         | 9 décembre 1811 (Décret),                              | 9 décembre 1811 (Décret),                              |
| Puttelange-lès-Rodemack     | Halling (canton de Cattenom)                                                        | fusion                                                         | 9 décembre 1811 (Décret),                              | 9 décembre 1811 (Décret),                              |
| Puttelange-lès-Rodemack     | Himling                                                                             | fusion                                                         | 9 décembre 1811 (Décret),                              | 9 décembre 1811 (Décret),                              |
| Viller                      | Viller                                                                              | fusion                                                         | 9 décembre 1811 (Décret)                               | 9 décembre 1811 (Décret)                               |
| Viller                      | Boustroff (commune rétablie en 1835)                                                | fusion                                                         | 9 décembre 1811 (Décret)                               | 9 décembre 1811 (Décret)                               |
| Tenteling                   | Tenteling                                                                           | fusion                                                         | 2 décembre 1811 (Décret)                               | 2 décembre 1811 (Décret)                               |
| Tenteling                   | Ébring                                                                              | fusion                                                         | 2 décembre 1811 (Décret)                               | 2 décembre 1811 (Décret)                               |
| Budling                     | Budling                                                                             | fusion                                                         | 19 octobre 1811 (Décret),                              | 19 octobre 1811 (Décret),                              |
| Budling                     | Helling (transféré à Veckring en 1901)                                              | fusion                                                         | 19 octobre 1811 (Décret),                              | 19 octobre 1811 (Décret),                              |
| Budling                     | Veckring (commune rétablie en 1901)                                                 | fusion                                                         | 19 octobre 1811 (Décret),                              | 19 octobre 1811 (Décret),                              |
| Œutrange                    | Œutrange                                                                            | fusion                                                         | 19 octobre 1811 (Décret)                               | 19 octobre 1811 (Décret)                               |
| Œutrange                    | Entrange (commune rétablie en 1902)                                                 | fusion                                                         | 19 octobre 1811 (Décret)                               | 19 octobre 1811 (Décret)                               |
| Schwerdoff                  | Schwerdoff                                                                          | fusion                                                         | 19 octobre 1811 (Décret),                              | 19 octobre 1811 (Décret),                              |
| Schwerdoff                  | Neunkirchen (commune rétablie en 1837)                                              | fusion                                                         | 19 octobre 1811 (Décret),                              | 19 octobre 1811 (Décret),                              |
| Wiesviller                  | Wiesviller                                                                          | fusion                                                         | 19 octobre 1811 (Décret)                               | 19 octobre 1811 (Décret)                               |
| Wiesviller                  | Wœlfling (commune rétablie en 1837)                                                 | fusion                                                         | 19 octobre 1811 (Décret)                               | 19 octobre 1811 (Décret)                               |
| Angevillers                 | Angevillers                                                                         | fusion                                                         | 8 octobre 1811 (Décret)                                | 8 octobre 1811 (Décret)                                |
| Angevillers                 | Algrange (commune rétablie en 1833)                                                 | fusion                                                         | 8 octobre 1811 (Décret)                                | 8 octobre 1811 (Décret)                                |
| Distroff                    | Distroff                                                                            | fusion                                                         | 12 décembre 1811 (Décret) 12 septembre 1811 (Décret)   | 12 décembre 1811 (Décret) 12 septembre 1811 (Décret)   |
| Distroff                    | Kuntzig (commune rétablie en 1902)                                                  | fusion                                                         | 12 décembre 1811 (Décret) 12 septembre 1811 (Décret)   | 12 décembre 1811 (Décret) 12 septembre 1811 (Décret)   |
| Distroff                    | Stuckange (commune rétablie en 1988)                                                | fusion                                                         | 12 décembre 1811 (Décret) 12 septembre 1811 (Décret)   | 12 décembre 1811 (Décret) 12 septembre 1811 (Décret)   |
| Helstroff                   | Helstroff                                                                           | fusion                                                         | 12 septembre 1811 (Décret)                             | 12 septembre 1811 (Décret)                             |
| Helstroff                   | Macker                                                                              | fusion                                                         | 12 septembre 1811 (Décret)                             | 12 septembre 1811 (Décret)                             |
| Oudrenne                    | Oudrenne                                                                            | fusion                                                         | 12 septembre 1811 (Décret)                             | 12 septembre 1811 (Décret)                             |
| Oudrenne                    | Lemestroff                                                                          | fusion                                                         | 12 septembre 1811 (Décret)                             | 12 septembre 1811 (Décret)                             |
| Grindorff                   | Grindorff                                                                           | fusion                                                         | 9 septembre 1811 (Décret),                             | 9 septembre 1811 (Décret),                             |
| Grindorff                   | Bising                                                                              | fusion                                                         | 9 septembre 1811 (Décret),                             | 9 septembre 1811 (Décret),                             |
| Grindorff                   | Halstroff (commune rétablie en 1921)                                                | fusion                                                         | 9 septembre 1811 (Décret),                             | 9 septembre 1811 (Décret),                             |
| Grindorff                   | Zeurange (rattaché à Flastroff en 1847)                                             | fusion                                                         | 9 septembre 1811 (Décret),                             | 9 septembre 1811 (Décret),                             |
| Hettange-Grande             | Hettange-Grande                                                                     | fusion                                                         | 9 septembre 1811 (Décret)                              | 9 septembre 1811 (Décret)                              |
| Hettange-Grande             | Sœtrich                                                                             | fusion                                                         | 9 septembre 1811 (Décret)                              | 9 septembre 1811 (Décret)                              |
| Lognon (Ihn, en allemand)   | Lognon                                                                              | fusion                                                         | 9 septembre 1811 (Décret)                              | 9 septembre 1811 (Décret)                              |
| Lognon (Ihn, en allemand)   | Guerstling (commune rétablie en 1815)                                               | fusion                                                         | 9 septembre 1811 (Décret)                              | 9 septembre 1811 (Décret)                              |
| Lognon (Ihn, en allemand)   | Niedwelling                                                                         | fusion                                                         | 9 septembre 1811 (Décret)                              | 9 septembre 1811 (Décret)                              |
| Porcelette                  | Porcelette                                                                          | fusion                                                         | 9 septembre 1811 (Décret)                              | 9 septembre 1811 (Décret)                              |
| Porcelette                  | Diesen (commune rétablie en 1953)                                                   | fusion                                                         | 9 septembre 1811 (Décret)                              | 9 septembre 1811 (Décret)                              |
| Rémering-lès-Hargarten      | Rémering-lès-Hargarten                                                              | fusion                                                         | 9 septembre 1811 (Décret)                              | 9 septembre 1811 (Décret)                              |
| Rémering-lès-Hargarten      | Villing (Weilingen en allemand)                                                     | fusion                                                         | 9 septembre 1811 (Décret)                              | 9 septembre 1811 (Décret)                              |
| Rodemack                    | Rodemack                                                                            | fusion                                                         | 9 septembre 1811 (Décret) 11 septembre 1811 (Décret)   | 9 septembre 1811 (Décret) 11 septembre 1811 (Décret)   |
| Rodemack                    | Eysing                                                                              | fusion                                                         | 9 septembre 1811 (Décret) 11 septembre 1811 (Décret)   | 9 septembre 1811 (Décret) 11 septembre 1811 (Décret)   |
| Rodemack                    | Simming-et-Faulbach                                                                 | fusion                                                         | 9 septembre 1811 (Décret) 11 septembre 1811 (Décret)   | 9 septembre 1811 (Décret) 11 septembre 1811 (Décret)   |
| Cappel                      | Cappel                                                                              | fusion                                                         | 14 août 1811 (Décret)                                  | 14 août 1811 (Décret)                                  |
| Cappel                      | La Valette                                                                          | fusion                                                         | 14 août 1811 (Décret)                                  | 14 août 1811 (Décret)                                  |
| Kirschnaumen                | Kirschnaumen                                                                        | fusion                                                         | 14 août 1811 (Décret)                                  | 14 août 1811 (Décret)                                  |
| Kirschnaumen                | Évendorff                                                                           | fusion                                                         | 14 août 1811 (Décret)                                  | 14 août 1811 (Décret)                                  |
| Rahling                     | Rahling                                                                             | fusion                                                         | 14 août 1811 (Décret)                                  | 14 août 1811 (Décret)                                  |
| Rahling                     | Schmittviller (commune rétablie en 1846)                                            | fusion                                                         | 14 août 1811 (Décret)                                  | 14 août 1811 (Décret)                                  |
| Montois-la-Montagne         | Montois-la-Montagne                                                                 | fusion                                                         | 4 août 1811 (Décret)                                   | 4 août 1811 (Décret)                                   |
| Montois-la-Montagne         | Malancourt-la-Montagne (commune rétablie en 1894)                                   | fusion                                                         | 4 août 1811 (Décret)                                   | 4 août 1811 (Décret)                                   |
| Talange                     | Talange                                                                             | fusion                                                         | 4 août 1811 (Décret)                                   | 4 août 1811 (Décret)                                   |
| Talange                     | Hagondange (commune rétablie en 1847)                                               | fusion                                                         | 4 août 1811 (Décret)                                   | 4 août 1811 (Décret)                                   |
| Anzeling                    | Anzeling                                                                            | fusion                                                         | 29 juillet 1811 (Décret)                               | 29 juillet 1811 (Décret)                               |
| Anzeling                    | Edling                                                                              | fusion                                                         | 29 juillet 1811 (Décret)                               | 29 juillet 1811 (Décret)                               |
| Neufgrange                  | Neufgrange                                                                          | fusion                                                         | 29 juillet 1811 (Décret)                               | 29 juillet 1811 (Décret)                               |
| Neufgrange                  | Rémelfing (commune rétablie en 1833)                                                | fusion                                                         | 29 juillet 1811 (Décret)                               | 29 juillet 1811 (Décret)                               |
| Volkrange                   | Volkrange                                                                           | fusion                                                         | 29 juillet 1811 (Décret),                              | 29 juillet 1811 (Décret),                              |
| Volkrange                   | Beuvange-sous-Saint-Michel                                                          | fusion                                                         | 29 juillet 1811 (Décret),                              | 29 juillet 1811 (Décret),                              |
| Dalstein-Menskirch          | Dalstein (commune rétablie en 1922)                                                 | fusion                                                         | 6 juin 1811 (Décret)                                   | 6 juin 1811 (Décret)                                   |
| Dalstein-Menskirch          | Menskirch (commune rétablie en 1922)                                                | fusion                                                         | 6 juin 1811 (Décret)                                   | 6 juin 1811 (Décret)                                   |
| Kerling                     | Kerling                                                                             | fusion                                                         | 6 juin 1811 (Décret)                                   | 6 juin 1811 (Décret)                                   |
| Kerling                     | Haute-Sierck                                                                        | fusion                                                         | 6 juin 1811 (Décret)                                   | 6 juin 1811 (Décret)                                   |
| Laumesfeld                  | Laumesfeld                                                                          | fusion                                                         | 6 juin 1811 (Décret)                                   | 6 juin 1811 (Décret)                                   |
| Laumesfeld                  | Kalembourg                                                                          | fusion                                                         | 6 juin 1811 (Décret)                                   | 6 juin 1811 (Décret)                                   |
| Epping                      | Epping                                                                              | fusion                                                         | 3 juin 1811 (Décret)                                   | 3 juin 1811 (Décret)                                   |
| Epping                      | Urbach                                                                              | fusion                                                         | 3 juin 1811 (Décret)                                   | 3 juin 1811 (Décret)                                   |
| Nousseviller-lès-Bitche     | Nousseviller-lès-Bitche                                                             | fusion                                                         | 3 juin 1811 (Décret)                                   | 3 juin 1811 (Décret)                                   |
| Nousseviller-lès-Bitche     | Dollenbach                                                                          | fusion                                                         | 3 juin 1811 (Décret)                                   | 3 juin 1811 (Décret)                                   |
| Folkling                    | Folkling                                                                            | fusion                                                         | 25 mai 1811 (Décret)                                   | 25 mai 1811 (Décret)                                   |
| Folkling                    | Gaubiving                                                                           | fusion                                                         | 25 mai 1811 (Décret)                                   | 25 mai 1811 (Décret)                                   |
| Ham-sous-Varsberg           | Ham-sous-Varsberg                                                                   | fusion                                                         | 9 mai 1811 (Décret),                                   | 9 mai 1811 (Décret),                                   |
| Ham-sous-Varsberg           | Guerting (commune rétablie en 1833)                                                 | fusion                                                         | 9 mai 1811 (Décret),                                   | 9 mai 1811 (Décret),                                   |
| Lachambre                   | Lachambre                                                                           | fusion                                                         | 6 mai 1811 (Décret)                                    | 6 mai 1811 (Décret)                                    |
| Lachambre                   | Holbach-lez-Saint-Avold                                                             | fusion                                                         | 6 mai 1811 (Décret)                                    | 6 mai 1811 (Décret)                                    |
| Bliesbruck                  | Bliesbruck                                                                          | fusion                                                         | 26 avril 1811 (Décret)                                 | 26 avril 1811 (Décret)                                 |
| Bliesbruck                  | Blies-Ébersing (commune rétablie en 1833)                                           | fusion                                                         | 26 avril 1811 (Décret)                                 | 26 avril 1811 (Décret)                                 |
| Ébersviller                 | Ébersviller                                                                         | fusion                                                         | 26 avril 1811 (Décret)                                 | 26 avril 1811 (Décret)                                 |
| Ébersviller                 | Férange                                                                             | fusion                                                         | 26 avril 1811 (Décret)                                 | 26 avril 1811 (Décret)                                 |
| Volstroff                   | Volstroff                                                                           | fusion                                                         | 26 avril 1811 (Décret),                                | 26 avril 1811 (Décret),                                |
| Volstroff                   | Reinange                                                                            | fusion                                                         | 26 avril 1811 (Décret),                                | 26 avril 1811 (Décret),                                |
| Volstroff                   | Schell-et-Weinsberg                                                                 | fusion                                                         | 26 avril 1811 (Décret),                                | 26 avril 1811 (Décret),                                |
| Bettviller                  | Bettviller                                                                          | fusion                                                         | 19 avril 1811 (Décret),                                | 19 avril 1811 (Décret),                                |
| Bettviller                  | Guising                                                                             | fusion                                                         | 19 avril 1811 (Décret),                                | 19 avril 1811 (Décret),                                |
| Bettviller                  | Hoelling                                                                            | fusion                                                         | 19 avril 1811 (Décret),                                | 19 avril 1811 (Décret),                                |
| Wentzwiller                 | Wentzwiller                                                                         | fusion                                                         | 19 avril 1811 (Décret)                                 | 19 avril 1811 (Décret)                                 |
| Wentzwiller                 | Steinbach                                                                           | fusion                                                         | 19 avril 1811 (Décret)                                 | 19 avril 1811 (Décret)                                 |
| Frauenberg                  | Frauenberg                                                                          | fusion                                                         | 16 avril 1811 (Décret)                                 | 16 avril 1811 (Décret)                                 |
| Frauenberg                  | Folpersviller (commune rétablie en 1833)                                            | fusion                                                         | 16 avril 1811 (Décret)                                 | 16 avril 1811 (Décret)                                 |
| Basse-Rentgen               | Basse-Rentgen                                                                       | fusion                                                         | 12 avril 1811 (Décret)                                 | 12 avril 1811 (Décret)                                 |
| Basse-Rentgen               | Dodenhoven (transféré en 1826 à Roussy-le-Village)                                  | fusion                                                         | 12 avril 1811 (Décret)                                 | 12 avril 1811 (Décret)                                 |
| Basse-Rentgen               | Preische                                                                            | fusion                                                         | 12 avril 1811 (Décret)                                 | 12 avril 1811 (Décret)                                 |
| Basse-Rentgen               | Haute-Rentgen                                                                       | fusion                                                         | 12 avril 1811 (Décret)                                 | 12 avril 1811 (Décret)                                 |
| Frisange (Luxembourg)       | Frisange (actuel Luxembourg, alors département des Forêts)                          | fusion                                                         | 12 avril 1811 (Décret),                                | 12 avril 1811 (Décret),                                |
| Frisange (Luxembourg)       | Évrange (rattachée à Hagen en 1814 puis rétablie en 1833)                           | fusion                                                         | 12 avril 1811 (Décret),                                | 12 avril 1811 (Décret),                                |
| Frisange (Luxembourg)       | Hagen (commune rétablie en 1814 et rattachée à la France)                           | fusion                                                         | 12 avril 1811 (Décret),                                | 12 avril 1811 (Décret),                                |
| Hellimer                    | Hellimer                                                                            | fusion                                                         | 11 avril 1811 (Décret),                                | 11 avril 1811 (Décret),                                |
| Hellimer                    | Diffembach-lès-Hellimer (commune rétablie en 1835)                                  | fusion                                                         | 11 avril 1811 (Décret),                                | 11 avril 1811 (Décret),                                |
| Goetzenbruck                | Goetzenbruck                                                                        | fusion                                                         | 9 avril 1811 (Décret)                                  | 9 avril 1811 (Décret)                                  |
| Goetzenbruck                | Sarreinsberg (commune rétablie avec Althorn en 1837)                                | fusion                                                         | 9 avril 1811 (Décret)                                  | 9 avril 1811 (Décret)                                  |
| Achen                       | Achen                                                                               | fusion                                                         | 5 avril 1811 (Décret)                                  | 5 avril 1811 (Décret)                                  |
| Achen                       | Etting (commune rétablie en 1833)                                                   | fusion                                                         | 5 avril 1811 (Décret)                                  | 5 avril 1811 (Décret)                                  |
| Blies-Guersviller           | Blies-Guersviller                                                                   | fusion                                                         | 5 avril 1811 (Décret)                                  | 5 avril 1811 (Décret)                                  |
| Blies-Guersviller           | Blies-Schweyen                                                                      | fusion                                                         | 5 avril 1811 (Décret)                                  | 5 avril 1811 (Décret)                                  |
| Escherange                  | Escherange                                                                          | fusion                                                         | 5 avril 1811 (Décret)                                  | 5 avril 1811 (Décret)                                  |
| Escherange                  | Molvange                                                                            | fusion                                                         | 5 avril 1811 (Décret)                                  | 5 avril 1811 (Décret)                                  |
| Kalhausen                   | Kalhausen                                                                           | fusion                                                         | 5 avril 1811 (Décret)                                  | 5 avril 1811 (Décret)                                  |
| Kalhausen                   | Weidesheim                                                                          | fusion                                                         | 5 avril 1811 (Décret)                                  | 5 avril 1811 (Décret)                                  |
| Puttelange-lès-Farschviller | Puttelange-lès-Farschviller                                                         | fusion                                                         | 5 avril 1811 (Décret)                                  | 5 avril 1811 (Décret)                                  |
| Puttelange-lès-Farschviller | Diffembach-lez-Puttelange                                                           | fusion                                                         | 5 avril 1811 (Décret)                                  | 5 avril 1811 (Décret)                                  |
| Rédange                     | Rédange                                                                             | fusion                                                         | 5 avril 1811 (Décret)                                  | 5 avril 1811 (Décret)                                  |
| Rédange                     | Russange (commune rétablie en 1836)                                                 | fusion                                                         | 5 avril 1811 (Décret)                                  | 5 avril 1811 (Décret)                                  |
| Gros-Réderching             | Gros-Réderching                                                                     | fusion                                                         | 1er avril 1811 (Décret)                                | 1er avril 1811 (Décret)                                |
| Gros-Réderching             | Singling                                                                            | fusion                                                         | 1er avril 1811 (Décret)                                | 1er avril 1811 (Décret)                                |
| Guéblange-lès-Sarralbe      | Guéblange-lès-Sarralbe                                                              | fusion                                                         | 1er avril 1811 (Décret),                               | 1er avril 1811 (Décret),                               |
| Guéblange-lès-Sarralbe      | Audwiller                                                                           | fusion                                                         | 1er avril 1811 (Décret),                               | 1er avril 1811 (Décret),                               |
| Guéblange-lès-Sarralbe      | Schweix                                                                             | fusion                                                         | 1er avril 1811 (Décret),                               | 1er avril 1811 (Décret),                               |
| Roussy-le-Village           | Roussy-le-Village                                                                   | fusion                                                         | 1er avril 1811 (Décret)                                | 1er avril 1811 (Décret)                                |
| Roussy-le-Village           | Roussy-le-Bourg                                                                     | fusion                                                         | 1er avril 1811 (Décret)                                | 1er avril 1811 (Décret)                                |
| Hombourg-Haut               | Hombourg-Haut                                                                       | fusion                                                         | 19 mars 1811 (Décret),                                 | 19 mars 1811 (Décret),                                 |
| Hombourg-Haut               | Hombourg-Bas                                                                        | fusion                                                         | 19 mars 1811 (Décret),                                 | 19 mars 1811 (Décret),                                 |
| Hombourg-Haut               | Hellering                                                                           | fusion                                                         | 19 mars 1811 (Décret),                                 | 19 mars 1811 (Décret),                                 |
| Sierck                      | Sierck                                                                              | fusion                                                         | 19 mars 1811 (Décret)                                  | 19 mars 1811 (Décret)                                  |
| Sierck                      | Montenach (commune rétablie en 1820)                                                | fusion                                                         | 19 mars 1811 (Décret)                                  | 19 mars 1811 (Décret)                                  |
| Sierck                      | Rustroff (commune rétablie en 1880)                                                 | fusion                                                         | 19 mars 1811 (Décret)                                  | 19 mars 1811 (Décret)                                  |
| Malling                     | Malling                                                                             | fusion                                                         | 17 mars 1811 (Décret)                                  | 17 mars 1811 (Décret)                                  |
| Malling                     | Hettange-Petite                                                                     | fusion                                                         | 17 mars 1811 (Décret)                                  | 17 mars 1811 (Décret)                                  |
| Moyeuvre-Grande             | Moyeuvre-Grande                                                                     | fusion                                                         | 17 mars 1811 (Décret)                                  | 17 mars 1811 (Décret)                                  |
| Moyeuvre-Grande             | Moyeuvre-Petite (commune rétablie en 1833)                                          | fusion                                                         | 17 mars 1811 (Décret)                                  | 17 mars 1811 (Décret)                                  |
| Charleville                 | Charleville                                                                         | fusion                                                         | 18 novembre 1810 (Décret),                             | 18 novembre 1810 (Décret),                             |
| Charleville                 | Mussy-l'Évêque                                                                      | fusion                                                         | 18 novembre 1810 (Décret),                             | 18 novembre 1810 (Décret),                             |
| Charleville                 | Nidange                                                                             | fusion                                                         | 18 novembre 1810 (Décret),                             | 18 novembre 1810 (Décret),                             |
| Condé-Northen               | Condé-Northen                                                                       | fusion                                                         | 8 novembre 1810 (Décret)                               | 8 novembre 1810 (Décret)                               |
| Condé-Northen               | Pontigny                                                                            | fusion                                                         | 8 novembre 1810 (Décret)                               | 8 novembre 1810 (Décret)                               |
| Fameck                      | Fameck                                                                              | fusion                                                         | 8 novembre 1810 (Décret),                              | 8 novembre 1810 (Décret),                              |
| Fameck                      | Budange-sous-Justemont                                                              | fusion                                                         | 8 novembre 1810 (Décret),                              | 8 novembre 1810 (Décret),                              |
| Fameck                      | Morlange-lès-Rémelange                                                              | fusion                                                         | 8 novembre 1810 (Décret),                              | 8 novembre 1810 (Décret),                              |
| Kemplich                    | Kemplich                                                                            | fusion                                                         | 8 novembre 1810 (Décret)                               | 8 novembre 1810 (Décret)                               |
| Kemplich                    | Klang (commune rétablie en 1930)                                                    | fusion                                                         | 8 novembre 1810 (Décret)                               | 8 novembre 1810 (Décret)                               |
| Kœnigsmacker                | Kœnigsmacker                                                                        | fusion                                                         | 8 novembre 1810 (Décret)                               | 8 novembre 1810 (Décret)                               |
| Kœnigsmacker                | Metrich                                                                             | fusion                                                         | 8 novembre 1810 (Décret)                               | 8 novembre 1810 (Décret)                               |
| Lorry-Mardigny              | Lorry-devant-le-Pont                                                                | fusion                                                         | 8 novembre 1810 (Décret)                               | 8 novembre 1810 (Décret)                               |
| Lorry-Mardigny              | Mardigny                                                                            | fusion                                                         | 8 novembre 1810 (Décret)                               | 8 novembre 1810 (Décret)                               |
| Luttange                    | Luttange                                                                            | fusion                                                         | 8 novembre 1810 (Décret)                               | 8 novembre 1810 (Décret)                               |
| Luttange                    | Kirsch-lez-Luttange                                                                 | fusion                                                         | 8 novembre 1810 (Décret)                               | 8 novembre 1810 (Décret)                               |
| Rémering-lès-Puttelange     | Rémering-lès-Puttelange                                                             | fusion                                                         | 8 novembre 1810 (Décret)                               | 8 novembre 1810 (Décret)                               |
| Rémering-lès-Puttelange     | Richeling (commune rétablie en 1835)                                                | fusion                                                         | 8 novembre 1810 (Décret)                               | 8 novembre 1810 (Décret)                               |
| Vitry-sur-Orne              | Vitry-sur-Orne                                                                      | fusion                                                         | 18 septembre 1810 (Décret) 18 novembre 1810 (Décret)   | 18 septembre 1810 (Décret) 18 novembre 1810 (Décret)   |
| Vitry-sur-Orne              | Beuvange-sous-Justemont                                                             | fusion                                                         | 18 septembre 1810 (Décret) 18 novembre 1810 (Décret)   | 18 septembre 1810 (Décret) 18 novembre 1810 (Décret)   |
| Vitry-sur-Orne              | Clouange (commune rétablie en 1907)                                                 | fusion                                                         | 18 septembre 1810 (Décret) 18 novembre 1810 (Décret)   | 18 septembre 1810 (Décret) 18 novembre 1810 (Décret)   |
| Mouterhouse                 | Mouterhouse                                                                         | fusion                                                         | 13 août 1810 (Décret)                                  | 13 août 1810 (Décret)                                  |
| Mouterhouse                 | Althorn (commune rétablie avec Sarreinsberg en 1837)                                | fusion                                                         | 13 août 1810 (Décret)                                  | 13 août 1810 (Décret)                                  |
| Flétrange                   | Flétrange                                                                           | fusion                                                         | 30 juin 1810 (Décret),                                 | 30 juin 1810 (Décret),                                 |
| Flétrange                   | Dorviller                                                                           | fusion                                                         | 30 juin 1810 (Décret),                                 | 30 juin 1810 (Décret),                                 |
| Flétrange                   | Redlach (en 1818, Redlach est transféré à Tritteling)                               | fusion                                                         | 30 juin 1810 (Décret),                                 | 30 juin 1810 (Décret),                                 |
| Bouzonville                 | Bouzonville                                                                         | fusion                                                         | 22 juin 1810 (Décret),                                 | 22 juin 1810 (Décret),                                 |
| Bouzonville                 | Aidling                                                                             | fusion                                                         | 22 juin 1810 (Décret),                                 | 22 juin 1810 (Décret),                                 |
| Bouzonville                 | Heckling                                                                            | fusion                                                         | 22 juin 1810 (Décret),                                 | 22 juin 1810 (Décret),                                 |
| Guénange                    | Guénange                                                                            | fusion                                                         | 22 juin 1810 (Décret)                                  | 22 juin 1810 (Décret)                                  |
| Guénange                    | Guélange                                                                            | fusion                                                         | 22 juin 1810 (Décret)                                  | 22 juin 1810 (Décret)                                  |
| Monneren                    | Monneren                                                                            | fusion                                                         | 22 juin 1810 (Décret)                                  | 22 juin 1810 (Décret)                                  |
| Monneren                    | Sainte-Marguerite                                                                   | fusion                                                         | 22 juin 1810 (Décret)                                  | 22 juin 1810 (Décret)                                  |
| Morhange                    | Morhange                                                                            | fusion                                                         | 22 juin 1810 (Décret)                                  | 22 juin 1810 (Décret)                                  |
| Morhange                    | Rode                                                                                | fusion                                                         | 22 juin 1810 (Décret)                                  | 22 juin 1810 (Décret)                                  |
| Tritteling                  | Tritteling                                                                          | fusion                                                         | 22 juin 1810 (Décret)                                  | 22 juin 1810 (Décret)                                  |
| Tritteling                  | Laudrefang (commune rétablie en 1837)                                               | fusion                                                         | 22 juin 1810 (Décret)                                  | 22 juin 1810 (Décret)                                  |
| Courcelles-sur-Nied         | Courcelles-sur-Nied                                                                 | fusion                                                         | 5 juin 1810 (Décret)                                   | 5 juin 1810 (Décret)                                   |
| Courcelles-sur-Nied         | Chailly-sur-Nied                                                                    | fusion                                                         | 5 juin 1810 (Décret)                                   | 5 juin 1810 (Décret)                                   |
| Filstroff                   | Filstroff                                                                           | fusion                                                         | 5 juin 1810 (Décret)                                   | 5 juin 1810 (Décret)                                   |
| Filstroff                   | Beckerholtz                                                                         | fusion                                                         | 5 juin 1810 (Décret)                                   | 5 juin 1810 (Décret)                                   |
| Ancy-sur-Moselle            | Ancy-sur-Moselle                                                                    | fusion                                                         | 23 mai 1810 (Décret)                                   | 23 mai 1810 (Décret)                                   |
| Ancy-sur-Moselle            | Dornot (commune rétablie en 1869)                                                   | fusion                                                         | 23 mai 1810 (Décret)                                   | 23 mai 1810 (Décret)                                   |
| Sainte-Barbe                | Sainte-Barbe                                                                        | fusion                                                         | 23 mai 1810 (Décret),                                  | 23 mai 1810 (Décret),                                  |
| Sainte-Barbe                | Avancy                                                                              | fusion                                                         | 23 mai 1810 (Décret),                                  | 23 mai 1810 (Décret),                                  |
| Sainte-Barbe                | Cheuby                                                                              | fusion                                                         | 23 mai 1810 (Décret),                                  | 23 mai 1810 (Décret),                                  |
| Sainte-Barbe                | Gras                                                                                | fusion                                                         | 23 mai 1810 (Décret),                                  | 23 mai 1810 (Décret),                                  |
| Argancy                     | Argancy                                                                             | fusion                                                         | 11 avril 1810 (Décret)                                 | 11 avril 1810 (Décret)                                 |
| Argancy                     | Rugy                                                                                | fusion                                                         | 11 avril 1810 (Décret)                                 | 11 avril 1810 (Décret)                                 |
| Breistroff-la-Grande        | Breistroff-la-Grande                                                                | fusion                                                         | 9 février 1810 (Décret) 9 avril 1810 (Décret)          | 9 février 1810 (Décret) 9 avril 1810 (Décret)          |
| Breistroff-la-Grande        | Boler                                                                               | fusion                                                         | 9 février 1810 (Décret) 9 avril 1810 (Décret)          | 9 février 1810 (Décret) 9 avril 1810 (Décret)          |
| Breistroff-la-Grande        | Évange                                                                              | fusion                                                         | 9 février 1810 (Décret) 9 avril 1810 (Décret)          | 9 février 1810 (Décret) 9 avril 1810 (Décret)          |
| Basse-Yutz                  | Basse-Yutz                                                                          | fusion                                                         | 19 mars 1810 (Décret),                                 | 19 mars 1810 (Décret),                                 |
| Basse-Yutz                  | Haute-Yutz (commune rétablie en 1875)                                               | fusion                                                         | 19 mars 1810 (Décret),                                 | 19 mars 1810 (Décret),                                 |
| Basse-Yutz                  | Macquenom                                                                           | fusion                                                         | 19 mars 1810 (Décret),                                 | 19 mars 1810 (Décret),                                 |
| Châtel-Saint-Germain        | Châtel-Saint-Germain                                                                | fusion                                                         | 13 mars 1810 (Décret)                                  | 13 mars 1810 (Décret)                                  |
| Châtel-Saint-Germain        | Lessy (commune rétablie en 1828)                                                    | fusion                                                         | 13 mars 1810 (Décret)                                  | 13 mars 1810 (Décret)                                  |
| Leyding-et-Schreckling      | Leyding                                                                             | fusion                                                         | 20 février 1810 (Décret)                               | 20 février 1810 (Décret)                               |
| Leyding-et-Schreckling      | Schreckling                                                                         | fusion                                                         | 20 février 1810 (Décret)                               | 20 février 1810 (Décret)                               |
| Solgne                      | Solgne                                                                              | fusion                                                         | 20 février 1810 (Décret)                               | 20 février 1810 (Décret)                               |
| Solgne                      | Ancy-lès-Solgne                                                                     | fusion                                                         | 20 février 1810 (Décret)                               | 20 février 1810 (Décret)                               |
| Bibiche                     | Bibiche                                                                             | fusion                                                         | 9 février 1810 (Décret)                                | 9 février 1810 (Décret)                                |
| Bibiche                     | Neudorff                                                                            | fusion                                                         | 9 février 1810 (Décret)                                | 9 février 1810 (Décret)                                |
| Bibiche                     | Rodlach                                                                             | fusion                                                         | 9 février 1810 (Décret)                                | 9 février 1810 (Décret)                                |
| Borny                       | Borny                                                                               | fusion                                                         | 9 février 1810 (Décret)                                | 9 février 1810 (Décret)                                |
| Borny                       | Grigy                                                                               | fusion                                                         | 9 février 1810 (Décret)                                | 9 février 1810 (Décret)                                |
| Charly                      | Charly                                                                              | fusion                                                         | 9 février 1810 (Décret)                                | 9 février 1810 (Décret)                                |
| Charly                      | Rupigny                                                                             | fusion                                                         | 9 février 1810 (Décret)                                | 9 février 1810 (Décret)                                |
| Oudrenne                    | Oudrenne                                                                            | fusion                                                         | 9 février 1810 (Décret)                                | 9 février 1810 (Décret)                                |
| Oudrenne                    | Breistroff-la-Petite                                                                | fusion                                                         | 9 février 1810 (Décret)                                | 9 février 1810 (Décret)                                |
| Veymerange-Terville         | Veymerange (commune rétablie en 1894)                                               | fusion                                                         | 9 février 1810 (Décret)                                | 9 février 1810 (Décret)                                |
| Veymerange-Terville         | Terville (commune rétablie en 1894)                                                 | fusion                                                         | 9 février 1810 (Décret)                                | 9 février 1810 (Décret)                                |
| Vigy                        | Vigy                                                                                | fusion                                                         | 9 février 1810 (Décret)                                | 9 février 1810 (Décret)                                |
| Vigy                        | Hessange                                                                            | fusion                                                         | 9 février 1810 (Décret)                                | 9 février 1810 (Décret)                                |
| Woippy                      | Woippy                                                                              | fusion                                                         | 9 février 1810 (Décret),                               | 9 février 1810 (Décret),                               |
| Woippy                      | Ladonchamps                                                                         | fusion                                                         | 9 février 1810 (Décret),                               | 9 février 1810 (Décret),                               |
| Woippy                      | La Maxe (commune rétablie en 1867)                                                  | fusion                                                         | 9 février 1810 (Décret),                               | 9 février 1810 (Décret),                               |
| Woippy                      | Thury (rattaché à La Maxe en 1867)                                                  | fusion                                                         | 9 février 1810 (Décret),                               | 9 février 1810 (Décret),                               |
| Béning-lès-Saint-Avold      | Béning-lès-Saint-Avold                                                              | fusion                                                         | 23 janvier 1810 (Décret)                               | 23 janvier 1810 (Décret)                               |
| Béning-lès-Saint-Avold      | Betting-lès-Saint-Avold (commune rétablie en 1833)                                  | fusion                                                         | 23 janvier 1810 (Décret)                               | 23 janvier 1810 (Décret)                               |
| Haute-Vigneulles            | Haute-Vigneulles                                                                    | fusion                                                         | 21 janvier 1810 (Décret)                               | 21 janvier 1810 (Décret)                               |
| Haute-Vigneulles            | Vigneulles-Basse                                                                    | fusion                                                         | 21 janvier 1810 (Décret)                               | 21 janvier 1810 (Décret)                               |
| Baerenthal                  | Baerenthal                                                                          | fusion                                                         | 12 janvier 1810 (Décret)                               | 12 janvier 1810 (Décret)                               |
| Baerenthal                  | Philippsbourg (commune rétablie en 1874)                                            | fusion                                                         | 12 janvier 1810 (Décret)                               | 12 janvier 1810 (Décret)                               |
| Kappelkinger                | Kappelkinger                                                                        | fusion                                                         | 12 janvier 1810 (Décret)                               | 12 janvier 1810 (Décret)                               |
| Kappelkinger                | Uberkinger                                                                          | fusion                                                         | 12 janvier 1810 (Décret)                               | 12 janvier 1810 (Décret)                               |
| Chémery-les-Deux            | Chémery-les-Deux                                                                    | fusion                                                         | 8 janvier 1810 (Décret)                                | 8 janvier 1810 (Décret)                                |
| Chémery-les-Deux            | Hobling                                                                             | fusion                                                         | 8 janvier 1810 (Décret)                                | 8 janvier 1810 (Décret)                                |
| Garche                      | Garche                                                                              | fusion                                                         | 13 octobre 1809 (Décret)                               | 13 octobre 1809 (Décret)                               |
| Garche                      | Kœking (commune rétablie en 1921)                                                   | fusion                                                         | 13 octobre 1809 (Décret)                               | 13 octobre 1809 (Décret)                               |
| Fèves                       | Fèves                                                                               | fusion                                                         | 29 septembre 1809 (Décret)                             | 29 septembre 1809 (Décret)                             |
| Fèves                       | Semécourt (commune rétablie en 1833)                                                | fusion                                                         | 29 septembre 1809 (Décret)                             | 29 septembre 1809 (Décret)                             |
| Marange-Silvange            | Marange                                                                             | fusion                                                         | 29 septembre 1809 (Décret)                             | 29 septembre 1809 (Décret)                             |
| Marange-Silvange            | Silvange                                                                            | fusion                                                         | 29 septembre 1809 (Décret)                             | 29 septembre 1809 (Décret)                             |
| Peltre                      | Peltre                                                                              | fusion                                                         | 29 septembre 1809 (Décret)                             | 29 septembre 1809 (Décret)                             |
| Peltre                      | Crépy                                                                               | fusion                                                         | 29 septembre 1809 (Décret)                             | 29 septembre 1809 (Décret)                             |
| Scy-Chazelles               | Scy                                                                                 | fusion                                                         | 29 août 1809 (Décret)                                  | 29 août 1809 (Décret)                                  |
| Scy-Chazelles               | Chazelles                                                                           | fusion                                                         | 29 août 1809 (Décret)                                  | 29 août 1809 (Décret)                                  |
| Montigny-lès-Metz           | Montigny-lès-Metz                                                                   | fusion                                                         | 5 août 1809 (Décret)                                   | 5 août 1809 (Décret)                                   |
| Montigny-lès-Metz           | Saint-Privat                                                                        | fusion                                                         | 5 août 1809 (Décret)                                   | 5 août 1809 (Décret)                                   |
| Creutzwald-la-Croix         | Creutzwald-la-Croix                                                                 | fusion                                                         | 14 mars 1809 (Décret)                                  | 14 mars 1809 (Décret)                                  |
| Creutzwald-la-Croix         | Creutzwald-la-Houve                                                                 | fusion                                                         | 14 mars 1809 (Décret)                                  | 14 mars 1809 (Décret)                                  |
| Creutzwald-la-Croix         | Wilhelmsbronn                                                                       | fusion                                                         | 14 mars 1809 (Décret)                                  | 14 mars 1809 (Décret)                                  |
| Lorry-lès-Metz              | Lorry-lès-Metz                                                                      | fusion                                                         | 30 janvier 1809 (Décret)                               | 30 janvier 1809 (Décret)                               |
| Lorry-lès-Metz              | Vigneulles                                                                          | fusion                                                         | 30 janvier 1809 (Décret)                               | 30 janvier 1809 (Décret)                               |
| Saint-François              | Saint-François                                                                      | fusion                                                         | 1809                                                   | 1809                                                   |
| Saint-François              | Lacroix                                                                             | fusion                                                         | 1809                                                   | 1809                                                   |
| Saint-Hubert                | Saint-Hubert                                                                        | fusion                                                         | 19 octobre 1806 (Décret)                               | 19 octobre 1806 (Décret)                               |
| Saint-Hubert                | Béfey                                                                               | fusion                                                         | 19 octobre 1806 (Décret)                               | 19 octobre 1806 (Décret)                               |
| Avricourt                   | Avricourt                                                                           | fusion                                                         | 1805                                                   | 1805                                                   |
| Avricourt                   | La Baronne                                                                          | fusion                                                         | 1805                                                   | 1805                                                   |
| Condé-Northen               | Condé                                                                               | fusion                                                         | 24 mai 1805 (Décret) 4 prairial an 13                  | 24 mai 1805 (Décret) 4 prairial an 13                  |
| Condé-Northen               | Northen                                                                             | fusion                                                         | 24 mai 1805 (Décret) 4 prairial an 13                  | 24 mai 1805 (Décret) 4 prairial an 13                  |
| Guébling                    | Guébling                                                                            | fusion                                                         | 1805                                                   | 1805                                                   |
| Guébling                    | Reclin                                                                              | fusion                                                         | 1805                                                   | 1805                                                   |
| Phalsbourg                  | Phalsbourg                                                                          | fusion                                                         | 1805                                                   | 1805                                                   |
| Phalsbourg                  | Les Baraques                                                                        | fusion                                                         | 1805                                                   | 1805                                                   |
| Phalsbourg                  | Les Trois-Maisons                                                                   | fusion                                                         | 1805                                                   | 1805                                                   |
| Puttigny                    | Puttigny                                                                            | fusion                                                         | 1805                                                   | 1805                                                   |
| Puttigny                    | Hédival                                                                             | fusion                                                         | 1805                                                   | 1805                                                   |
| Virming                     | Virming                                                                             | fusion                                                         | 1805                                                   | 1805                                                   |
| Virming                     | Speckhouse                                                                          | fusion                                                         | 1805                                                   | 1805                                                   |
| Mondorff                    | Mondorff                                                                            | fusion                                                         | 1795-1800                                              | 1795-1800                                              |
| Mondorff                    | Himeling                                                                            | fusion                                                         | 1795-1800                                              | 1795-1800                                              |
| Réding                      | Réding                                                                              | fusion                                                         | 1795-1800                                              | 1795-1800                                              |
| Réding                      | Eich                                                                                | fusion                                                         | 1795-1800                                              | 1795-1800                                              |
| Réding                      | Petit-Eich                                                                          | fusion                                                         | 1795-1800                                              | 1795-1800                                              |
| Abreschviller               | Abreschviller                                                                       | fusion                                                         | 1790-1794                                              | 1790-1794                                              |
| Abreschviller               | Soldalenthal                                                                        | fusion                                                         | 1790-1794                                              | 1790-1794                                              |
| Antilly                     | Antilly                                                                             | fusion                                                         | 1790-1794                                              | 1790-1794                                              |
| Antilly                     | Buy                                                                                 | fusion                                                         | 1790-1794                                              | 1790-1794                                              |
| Argancy                     | Argancy                                                                             | fusion                                                         | 1790-1794                                              | 1790-1794                                              |
| Argancy                     | Olgy                                                                                | fusion                                                         | 1790-1794                                              | 1790-1794                                              |
| Ars-sur-Moselle             | Ars-sur-Moselle                                                                     | fusion                                                         | 1790-1794                                              | 1790-1794                                              |
| Ars-sur-Moselle             | Manu                                                                                | fusion                                                         | 1790-1794                                              | 1790-1794                                              |
| Bannay                      | Bannay                                                                              | fusion                                                         | 1790-1794                                              | 1790-1794                                              |
| Bannay                      | Ivring                                                                              | fusion                                                         | 1790-1794                                              | 1790-1794                                              |
| Bazoncourt                  | Bazoncourt                                                                          | fusion                                                         | 1790-1794                                              | 1790-1794                                              |
| Bazoncourt                  | Fourcheux                                                                           | fusion                                                         | 1790-1794                                              | 1790-1794                                              |
| Bazoncourt                  | Frenoi                                                                              | fusion                                                         | 1790-1794                                              | 1790-1794                                              |
| Bébing                      | Bébing                                                                              | fusion                                                         | 1790-1794                                              | 1790-1794                                              |
| Bébing                      | Rinting                                                                             | fusion                                                         | 1790-1794                                              | 1790-1794                                              |
| Bérig-Vintrange             | Bérig                                                                               | fusion                                                         | 1790-1794                                              | 1790-1794                                              |
| Bérig-Vintrange             | Vintrange                                                                           | fusion                                                         | 1790-1794                                              | 1790-1794                                              |
| Bourgaltroff                | Bourgaltroff                                                                        | fusion                                                         | 1790-1794                                              | 1790-1794                                              |
| Bourgaltroff                | Biderstroff                                                                         | fusion                                                         | 1790-1794                                              | 1790-1794                                              |
| Bousse                      | Bousse                                                                              | fusion                                                         | 1790-1794                                              | 1790-1794                                              |
| Bousse                      | Blettange                                                                           | fusion                                                         | 1790-1794                                              | 1790-1794                                              |
| Boust                       | Boust                                                                               | fusion                                                         | 1790-1794                                              | 1790-1794                                              |
| Boust                       | Parthe                                                                              | fusion                                                         | 1790-1794                                              | 1790-1794                                              |
| Buding                      | Buding                                                                              | fusion                                                         | 1790-1794                                              | 1790-1794                                              |
| Buding                      | Elzing                                                                              | fusion                                                         | 1790-1794                                              | 1790-1794                                              |
| Charly                      | Charly                                                                              | fusion                                                         | 1790-1794                                              | 1790-1794                                              |
| Charly                      | Pouilly (canton de Vigy)                                                            | fusion                                                         | 1790-1794                                              | 1790-1794                                              |
| Chérisey                    | Chérisey                                                                            | fusion                                                         | 1790-1794                                              | 1790-1794                                              |
| Chérisey                    | Pluche (canton de Verny)                                                            | fusion                                                         | 1790-1794                                              | 1790-1794                                              |
| Chesny                      | Chesny                                                                              | fusion                                                         | 1790-1794                                              | 1790-1794                                              |
| Chesny                      | Le Cheval-Rouge                                                                     | fusion                                                         | 1790-1794                                              | 1790-1794                                              |
| Coincy                      | Coincy                                                                              | fusion                                                         | 1790-1794                                              | 1790-1794                                              |
| Coincy                      | Aubigny                                                                             | fusion                                                         | 1790-1794                                              | 1790-1794                                              |
| Corny                       | Corny                                                                               | fusion                                                         | 1790-1794                                              | 1790-1794                                              |
| Corny                       | Bera                                                                                | fusion                                                         | 1790-1794                                              | 1790-1794                                              |
| Dabo                        | Dabo                                                                                | fusion                                                         | 1790-1794                                              | 1790-1794                                              |
| Dabo                        | La Hoube                                                                            | fusion                                                         | 1790-1794                                              | 1790-1794                                              |
| Dabo                        | Schœffersdorf                                                                       | fusion                                                         | 1790-1794                                              | 1790-1794                                              |
| Ébange-et-Daspich           | Ébange                                                                              | fusion                                                         | 1790-1794                                              | 1790-1794                                              |
| Ébange-et-Daspich           | Daspich                                                                             | fusion                                                         | 1790-1794                                              | 1790-1794                                              |
| Enchenberg                  | Enchenberg                                                                          | fusion                                                         | 1790-1794                                              | 1790-1794                                              |
| Enchenberg                  | Guisch                                                                              | fusion                                                         | 1790-1794                                              | 1790-1794                                              |
| Les Étangs                  | Les Étangs                                                                          | fusion                                                         | 1790-1794                                              | 1790-1794                                              |
| Les Étangs                  | La Beuverie                                                                         | fusion                                                         | 1790-1794                                              | 1790-1794                                              |
| Fameck                      | Fameck                                                                              | fusion                                                         | 1790-1794                                              | 1790-1794                                              |
| Fameck                      | Édange                                                                              | fusion                                                         | 1790-1794                                              | 1790-1794                                              |
| Fameck                      | Rémelange                                                                           | fusion                                                         | 1790-1794                                              | 1790-1794                                              |
| Féy                         | Féy                                                                                 | fusion                                                         | 1790-1794                                              | 1790-1794                                              |
| Féy                         | Sommy                                                                               | fusion                                                         | 1790-1794                                              | 1790-1794                                              |
| Fouligny                    | Fouligny                                                                            | fusion                                                         | 1790-1794                                              | 1790-1794                                              |
| Fouligny                    | Chating                                                                             | fusion                                                         | 1790-1794                                              | 1790-1794                                              |
| Fouligny                    | Iverling                                                                            | fusion                                                         | 1790-1794                                              | 1790-1794                                              |
| Glatigny                    | Glatigny                                                                            | fusion                                                         | 1790-1794                                              | 1790-1794                                              |
| Glatigny                    | Beuville                                                                            | fusion                                                         | 1790-1794                                              | 1790-1794                                              |
| Gomelange                   | Gomelange                                                                           | fusion                                                         | 1790-1794                                              | 1790-1794                                              |
| Gomelange                   | Colming                                                                             | fusion                                                         | 1790-1794                                              | 1790-1794                                              |
| Guessling                   | Guessling                                                                           | fusion                                                         | 1790-1794                                              | 1790-1794                                              |
| Guessling                   | Hémering                                                                            | fusion                                                         | 1790-1794                                              | 1790-1794                                              |
| Hambach                     | Hambach                                                                             | fusion                                                         | 1790-1794                                              | 1790-1794                                              |
| Hambach                     | Roth                                                                                | fusion                                                         | 1790-1794                                              | 1790-1794                                              |
| Havange                     | Havange                                                                             | fusion                                                         | 1790-1794                                              | 1790-1794                                              |
| Havange                     | Gondrange                                                                           | fusion                                                         | 1790-1794                                              | 1790-1794                                              |
| Hayes                       | Hayes                                                                               | fusion                                                         | 1790-1794                                              | 1790-1794                                              |
| Hayes                       | Luc                                                                                 | fusion                                                         | 1790-1794                                              | 1790-1794                                              |
| Hayes                       | Marivaux                                                                            | fusion                                                         | 1790-1794                                              | 1790-1794                                              |
| Hilsprich                   | Hilsprich                                                                           | fusion                                                         | 1790-1794                                              | 1790-1794                                              |
| Hilsprich                   | Morsbronn                                                                           | fusion                                                         | 1790-1794                                              | 1790-1794                                              |
| Hombourg-Budange            | Hombourg                                                                            | fusion                                                         | 1790-1794                                              | 1790-1794                                              |
| Hombourg-Budange            | Budange (canton de Metzervisse)                                                     | fusion                                                         | 1790-1794                                              | 1790-1794                                              |
| Kerling                     | Kerling                                                                             | fusion                                                         | 1790-1794                                              | 1790-1794                                              |
| Kerling                     | Freching                                                                            | fusion                                                         | 1790-1794                                              | 1790-1794                                              |
| Lemberg                     | Lemberg                                                                             | fusion                                                         | 1790-1794                                              | 1790-1794                                              |
| Lemberg                     | Muntzthal                                                                           | fusion                                                         | 1790-1794                                              | 1790-1794                                              |
| Liéhon                      | Liéhon                                                                              | fusion                                                         | 1790-1794                                              | 1790-1794                                              |
| Liéhon                      | Lary                                                                                | fusion                                                         | 1790-1794                                              | 1790-1794                                              |
| Marange-Zondrange           | Marange                                                                             | fusion                                                         | 1790-1794                                              | 1790-1794                                              |
| Marange-Zondrange           | Hurming                                                                             | fusion                                                         | 1790-1794                                              | 1790-1794                                              |
| Marange-Zondrange           | Zondrange                                                                           | fusion                                                         | 1790-1794                                              | 1790-1794                                              |
| Marieulles                  | Marieulles                                                                          | fusion                                                         | 1790-1794                                              | 1790-1794                                              |
| Marieulles                  | Bury                                                                                | fusion                                                         | 1790-1794                                              | 1790-1794                                              |
| Metz                        | Metz                                                                                | fusion                                                         | 1790-1794                                              | 1790-1794                                              |
| Metz                        | Sainte-Agathe                                                                       | fusion                                                         | 1790-1794                                              | 1790-1794                                              |
| Montoy                      | Montoy                                                                              | fusion                                                         | 1790-1794                                              | 1790-1794                                              |
| Montoy                      | L'Eauvalière                                                                        | fusion                                                         | 1790-1794                                              | 1790-1794                                              |
| Ogy                         | Ogy                                                                                 | fusion                                                         | 1790-1794                                              | 1790-1794                                              |
| Ogy                         | Pluche (canton de Pange)                                                            | fusion                                                         | 1790-1794                                              | 1790-1794                                              |
| Orny                        | Orny                                                                                | fusion                                                         | 1790-1794                                              | 1790-1794                                              |
| Orny                        | Pierrejeux                                                                          | fusion                                                         | 1790-1794                                              | 1790-1794                                              |
| Ottonville                  | Ottonville                                                                          | fusion                                                         | 1790-1794                                              | 1790-1794                                              |
| Ottonville                  | Rierange                                                                            | fusion                                                         | 1790-1794                                              | 1790-1794                                              |
| Phalsbourg                  | Phalsbourg                                                                          | fusion                                                         | 1790-1794                                              | 1790-1794                                              |
| Phalsbourg                  | Bickelberg                                                                          | fusion                                                         | 1790-1794                                              | 1790-1794                                              |
| Piblange                    | Piblange                                                                            | fusion                                                         | 1790-1794                                              | 1790-1794                                              |
| Piblange                    | Drogny                                                                              | fusion                                                         | 1790-1794                                              | 1790-1794                                              |
| Pouilly                     | Pouilly (canton de Verny)                                                           | fusion                                                         | 1790-1794                                              | 1790-1794                                              |
| Pouilly                     | Saint-Thiébaut                                                                      | fusion                                                         | 1790-1794                                              | 1790-1794                                              |
| Rettel                      | Rettel                                                                              | fusion                                                         | 1790-1794                                              | 1790-1794                                              |
| Rettel                      | Kœnigsberg                                                                          | fusion                                                         | 1790-1794                                              | 1790-1794                                              |
| Riche                       | Riche                                                                               | fusion                                                         | 1790-1794                                              | 1790-1794                                              |
| Riche                       | Metzing (canton de Château-Salins)                                                  | fusion                                                         | 1790-1794                                              | 1790-1794                                              |
| Romecourt                   | Romecourt                                                                           | fusion                                                         | 1790-1794                                              | 1790-1794                                              |
| Romecourt                   | Milbert                                                                             | fusion                                                         | 1790-1794                                              | 1790-1794                                              |
| Saint-Hubert                | Saint-Hubert                                                                        | fusion                                                         | 1790-1794                                              | 1790-1794                                              |
| Saint-Hubert                | Belle-Fontaine                                                                      | fusion                                                         | 1790-1794                                              | 1790-1794                                              |
| Saint-Hubert                | Épange                                                                              | fusion                                                         | 1790-1794                                              | 1790-1794                                              |
| Saint-Hubert                | Haute-Frêne                                                                         | fusion                                                         | 1790-1794                                              | 1790-1794                                              |
| Saint-Hubert                | Rabas                                                                               | fusion                                                         | 1790-1794                                              | 1790-1794                                              |
| Saint-Quirin                | Saint-Quirin                                                                        | fusion                                                         | 1790-1794                                              | 1790-1794                                              |
| Saint-Quirin                | Lettenbach                                                                          | fusion                                                         | 1790-1794                                              | 1790-1794                                              |
| Salonnes                    | Salonnes                                                                            | fusion                                                         | 1790-1794                                              | 1790-1794                                              |
| Salonnes                    | Burthecourt                                                                         | fusion                                                         | 1790-1794                                              | 1790-1794                                              |
| Sillegny                    | Sillegny                                                                            | fusion                                                         | 1790-1794                                              | 1790-1794                                              |
| Sillegny                    | Loinville                                                                           | fusion                                                         | 1790-1794                                              | 1790-1794                                              |
| Tressange                   | Tressange                                                                           | fusion                                                         | 1790-1794                                              | 1790-1794                                              |
| Tressange                   | Ludelange                                                                           | fusion                                                         | 1790-1794                                              | 1790-1794                                              |
| Valmunster                  | Valmunster                                                                          | fusion                                                         | 1790-1794                                              | 1790-1794                                              |
| Valmunster                  | Velving (commune rétablie en 1848)                                                  | fusion                                                         | 1790-1794                                              | 1790-1794                                              |
| Varize                      | Varize                                                                              | fusion                                                         | 1790-1794                                              | 1790-1794                                              |
| Varize                      | Léoville                                                                            | fusion                                                         | 1790-1794                                              | 1790-1794                                              |
| Varize                      | Plappecourt                                                                         | fusion                                                         | 1790-1794                                              | 1790-1794                                              |
| Vitry-sur-Orne              | Vitry-sur-Orne                                                                      | fusion                                                         | 1790-1794                                              | 1790-1794                                              |
| Vitry-sur-Orne              | Justemont                                                                           | fusion                                                         | 1790-1794                                              | 1790-1794                                              |
| Volkrange                   | Volkrange                                                                           | fusion                                                         | 1790-1794                                              | 1790-1794                                              |
| Volkrange                   | Metzange                                                                            | fusion                                                         | 1790-1794                                              | 1790-1794                                              |
| Volstroff                   | Volstroff                                                                           | fusion                                                         | 1790-1794                                              | 1790-1794                                              |
| Volstroff                   | Vinsberg                                                                            | fusion                                                         | 1790-1794                                              | 1790-1794                                              |
| Vry                         | Vry                                                                                 | fusion                                                         | 1790-1794                                              | 1790-1794                                              |
| Vry                         | Neuville                                                                            | fusion                                                         | 1790-1794                                              | 1790-1794                                              |
| Vry                         | Vinville                                                                            | fusion                                                         | 1790-1794                                              | 1790-1794                                              |
| Woippy                      | Woippy                                                                              | fusion                                                         | 1790-1794                                              | 1790-1794                                              |
| Woippy                      | La Petite-Thury                                                                     | fusion                                                         | 1790-1794                                              | 1790-1794                                              |
| Woippy                      | Saint Éloy                                                                          | fusion                                                         | 1790-1794                                              | 1790-1794                                              |

## Créations et rétablissements
| Nom de la commune créée                          | Commune affectée                           | Mode de création               | Date (et nature) de la décision                           | Date d'effet                                              |
| ------------------------------------------------ | ------------------------------------------ | ------------------------------ | --------------------------------------------------------- | --------------------------------------------------------- |
| Givrycourt                                       | Albestroff                                 | Rétablissements                | 10 novembre 1997 (Arrêté)                                 | 1er janvier 1998                                          |
| Réning                                           | Albestroff                                 | Rétablissements                | 10 novembre 1997 (Arrêté)                                 | 1er janvier 1998                                          |
| Torcheville                                      | Albestroff                                 | Rétablissements                | 10 novembre 1997 (Arrêté)                                 | 1er janvier 1998                                          |
| Stuckange                                        | Kuntzig                                    | Rétablissement                 | 23 août 1988 (Arrêté)                                     | 1er janvier 1989                                          |
| Ranguevaux                                       | Hayange                                    | Rétablissement                 | 13 février 1987 (Arrêté)                                  | 17 février 1987                                           |
| Desseling                                        | Belles-Forêts                              | Rétablissement                 | 22 novembre 1985 (Arrêté)                                 | 1er janvier 1986                                          |
| Arraincourt                                      | Brulange                                   | Rétablissements                | 30 juillet 1985 (Décret)                                  | 4 août 1985                                               |
| Holacourt                                        | Brulange                                   | Rétablissements                | 30 juillet 1985 (Décret)                                  | 4 août 1985                                               |
| Thonville                                        | Brulange                                   | Rétablissements                | 30 juillet 1985 (Décret)                                  | 4 août 1985                                               |
| Diane-Capelle                                    | Diane-et-Kerprich (commune supprimée)      | Rétablissements et suppression | 28 novembre 1984 (Arrêté)                                 | 1er janvier 1985                                          |
| Kerprich-aux-Bois                                | Diane-et-Kerprich (commune supprimée)      | Rétablissements et suppression | 28 novembre 1984 (Arrêté)                                 | 1er janvier 1985                                          |
| Insming                                          | Albestroff                                 | Rétablissement                 | 13 décembre 1983 (Arrêté)                                 | 1er janvier 1984                                          |
| Munster                                          | Albestroff                                 | Rétablissement                 | 28 février 1983 (Arrêté)                                  | 1er mars 1983                                             |
| Volstroff                                        | Metzervisse                                | Rétablissement                 | 21 octobre 1981 (Arrêté)                                  | 1er janvier 1982                                          |
| Brettnach                                        | Bouzonville                                | Rétablissement                 | 10 septembre 1981 (Arrêté)                                | 1er janvier 1982                                          |
| Berviller-en-Moselle                             | Merten                                     | Rétablissements                | 23 décembre 1980 (Arrêté)                                 | 1er janvier 1981                                          |
| Rémering-lès-Hargarten                           | Merten                                     | Rétablissements                | 23 décembre 1980 (Arrêté)                                 | 1er janvier 1981                                          |
| Villing                                          | Merten                                     | Rétablissements                | 23 décembre 1980 (Arrêté)                                 | 1er janvier 1981                                          |
| Saint-Nicolas-en-Forêt                           | Fameck                                     | Démembrement                   | 28 décembre 1957 (Arrêté)                                 | 1er janvier 1958                                          |
| Saint-Nicolas-en-Forêt                           | Ranguevaux                                 | Démembrement                   | 28 décembre 1957 (Arrêté)                                 | 1er janvier 1958                                          |
| Diesen                                           | Porcelette                                 | Rétablissement                 | 11 décembre 1953 (Arrêté)                                 | 1er janvier 1954                                          |
| Klang                                            | Kemplich                                   | Rétablissement                 | 13 novembre 1930 (Décret) 27 décembre 1930 (Décret)       | 13 novembre 1930 (Décret) 27 décembre 1930 (Décret)       |
| Schœneck                                         | Forbach                                    | Rétablissement                 | 24 février 1927 (Décret) 18 avril 1927 (Décret)           | 24 février 1927 (Décret) 18 avril 1927 (Décret)           |
| Behren                                           | Kerbach                                    | Rétablissement                 | 13 octobre 1925 (Décret)                                  | 13 octobre 1925 (Décret)                                  |
| Valmestroff                                      | Elzange                                    | Rétablissement                 | 5 janvier 1923 (Loi)                                      | 5 janvier 1923 (Loi)                                      |
| Dalstein                                         | Dalstein-Menskirch (commune supprimée)     | Rétablissements et suppression | 1er janvier 1922 (Loi)                                    | 1er janvier 1922 (Loi)                                    |
| Menskirch                                        | Dalstein-Menskirch (commune supprimée)     | Rétablissements et suppression | 1er janvier 1922 (Loi)                                    | 1er janvier 1922 (Loi)                                    |
| Halstroff                                        | Grindorff                                  | Rétablissement                 | 12 décembre 1921 (Loi)                                    | 12 décembre 1921 (Loi)                                    |
| Kœking                                           | Garche                                     | Rétablissement                 | 12 décembre 1921 (Loi)                                    | 12 décembre 1921 (Loi)                                    |
| Mondelange                                       | Richemont                                  | Rétablissement                 | 5 janvier 1921 (Loi)                                      | 5 janvier 1921 (Loi)                                      |
| Clouange                                         | Vitry-sur-Orne                             | Rétablissement                 | 1907                                                      | 1907                                                      |
| Amnéville                                        | Gandrange-et-Amnéville (commune supprimée) | Rétablissements et suppression | 1902                                                      | 1902                                                      |
| Gandrange                                        | Gandrange-et-Amnéville (commune supprimée) | Rétablissements et suppression | 1902                                                      | 1902                                                      |
| Entrange                                         | Œutrange                                   | Rétablissement                 | 1902                                                      | 1902                                                      |
| Hombourg-Budange                                 | Hombourg-Kédange (commune supprimée)       | Rétablissements et suppression | 1902                                                      | 1902                                                      |
| Kédange                                          | Hombourg-Kédange (commune supprimée)       | Rétablissements et suppression | 1902                                                      | 1902                                                      |
| Kuntzig                                          | Distroff                                   | Rétablissement                 | 1902                                                      | 1902                                                      |
| Veckring                                         | Budling                                    | Rétablissement                 | 1901                                                      | 1901                                                      |
| Etzling                                          | Kerbach                                    | Rétablissement                 | 1896                                                      | 1896                                                      |
| Carling                                          | L'Hôpital                                  | Rétablissement                 | 1894                                                      | 1894                                                      |
| Malancourt-la-Montagne                           | Montois-la-Montagne                        | Rétablissement                 | 1894                                                      | 1894                                                      |
| Terville                                         | Veymerange-Terville (commune supprimée)    | Rétablissements et suppression | 1894                                                      | 1894                                                      |
| Veymerange                                       | Veymerange-Terville (commune supprimée)    | Rétablissements et suppression | 1894                                                      | 1894                                                      |
| Schweyen                                         | Loutzviller                                | Rétablissement                 | 1886                                                      | 1886                                                      |
| Obervisse                                        | Niedervisse                                | Rétablissement                 | 1880                                                      | 1880                                                      |
| Obrick                                           | Grostenquin                                | Rétablissement                 | 1880                                                      | 1880                                                      |
| Ritzing                                          | Launstroff                                 | Rétablissement                 | 1880                                                      | 1880                                                      |
| Rustroff                                         | Sierck                                     | Rétablissement                 | 1880                                                      | 1880                                                      |
| Haute-Yutz                                       | Basse-Yutz                                 | Rétablissement                 | 1875                                                      | 1875                                                      |
| Philippsbourg                                    | Baerenthal                                 | Rétablissement                 | 1874                                                      | 1874                                                      |
| Dornot                                           | Ancy-sur-Moselle                           | Rétablissement                 | 31 décembre 1869 (Décret)                                 | 31 décembre 1869 (Décret)                                 |
| Verny                                            | Pournoy-la-Grasse                          | Rétablissement                 | 26 octobre 1869 (Décret)                                  | 26 octobre 1869 (Décret)                                  |
| La Maxe                                          | Woippy                                     | Rétablissement                 | 5 février 1867 (Décret)                                   | 5 février 1867 (Décret)                                   |
| Stiring-Wendel                                   | Forbach                                    | Rétablissement                 | 3 juin 1857 (Loi),                                        | 3 juin 1857 (Loi),                                        |
| Velving                                          | Valmunster                                 | Rétablissement                 | 25 janvier 1848 (Ordonnance)                              | 25 janvier 1848 (Ordonnance)                              |
| Brouck                                           | Narbéfontaine                              | Rétablissement                 | 5 septembre 1847 (Ordonnance)                             | 5 septembre 1847 (Ordonnance)                             |
| Hagondange                                       | Talange                                    | Rétablissement                 | 5 septembre 1847 (Ordonnance)                             | 5 septembre 1847 (Ordonnance)                             |
| Plesnois                                         | Norroy-le-Veneur                           | Rétablissement                 | 30 mai 1847 (Ordonnance)                                  | 30 mai 1847 (Ordonnance)                                  |
| Flastroff                                        | Grindorff                                  | Rétablissement                 | 14 avril 1847 (Ordonnance)                                | 14 avril 1847 (Ordonnance)                                |
| Flastroff                                        | Waldweistroff                              | Rétablissement                 | 14 avril 1847 (Ordonnance)                                | 14 avril 1847 (Ordonnance)                                |
| Henriville                                       | Farébersviller                             | Rétablissement                 | 14 avril 1847 (Ordonnance)                                | 14 avril 1847 (Ordonnance)                                |
| Metzing                                          | Nousseviller-lès-Puttelange                | Rétablissement                 | 8 mars 1846 (Ordonnance)                                  | 8 mars 1846 (Ordonnance)                                  |
| Schmittviller                                    | Rahling                                    | Rétablissement                 | 8 mars 1846 (Ordonnance)                                  | 8 mars 1846 (Ordonnance)                                  |
| Saint-Louis-lès-Bitche                           | Lemberg                                    | Démembrement                   | 9 juillet 1845 (Loi)                                      | 9 juillet 1845 (Loi)                                      |
| Haute-et-Basse-Suisse                            | Brulange                                   | Rétablissement                 | 23 octobre 1843 (Ordonnance)                              | 23 octobre 1843 (Ordonnance)                              |
| Guenviller                                       | Seingbouse                                 | Rétablissement                 | 16 août 1841 (Ordonnance),                                | 16 août 1841 (Ordonnance),                                |
| Gréning                                          | Grostenquin                                | Rétablissement                 | 24 juin 1840 (Ordonnance),                                | 24 juin 1840 (Ordonnance),                                |
| Neunkirchen                                      | Schwerdorff                                | Démembrement                   | 3 juin 1837 (Ordonnance)                                  | 3 juin 1837 (Ordonnance)                                  |
| Laudrefang                                       | Tritteling                                 | Rétablissement                 | 2 mai 1837 (Ordonnance)                                   | 2 mai 1837 (Ordonnance)                                   |
| Althorn-Sarreinsberg                             | Goetzenbruck                               | Démembrements                  | 2 mai 1837 (Ordonnance),                                  | 2 mai 1837 (Ordonnance),                                  |
| Althorn-Sarreinsberg                             | Mouterhouse                                | Démembrements                  | 2 mai 1837 (Ordonnance),                                  | 2 mai 1837 (Ordonnance),                                  |
| Wœlfling                                         | Wiesviller                                 | Rétablissement                 | 2 mai 1837 (Ordonnance)                                   | 2 mai 1837 (Ordonnance)                                   |
| Russange                                         | Rédange                                    | Rétablissement                 | 14 décembre 1836 (Ordonnance)                             | 14 décembre 1836 (Ordonnance)                             |
| Diffembach-lès-Hellimer                          | Hellimer                                   | Rétablissement                 | 8 septembre 1835 (Ordonnance)                             | 8 septembre 1835 (Ordonnance)                             |
| Frémestroff                                      | Laning                                     | Rétablissements                | 18 août 1835 (Ordonnance)                                 | 18 août 1835 (Ordonnance)                                 |
| Lixing-lès-Saint-Avold                           | Laning                                     | Rétablissements                | 18 août 1835 (Ordonnance)                                 | 18 août 1835 (Ordonnance)                                 |
| Richeling                                        | Rémering-lès-Puttelange                    | Rétablissement                 | 12 juin 1835 (Ordonnance)                                 | 12 juin 1835 (Ordonnance)                                 |
| Bertring                                         | Grostenquin                                | Rétablissement                 | 20 mai 1835 (Ordonnance)                                  | 20 mai 1835 (Ordonnance)                                  |
| Boustroff                                        | Viller                                     | Rétablissement                 | 20 mai 1835 (Ordonnance)                                  | 20 mai 1835 (Ordonnance)                                  |
| Waldhouse (Waldhausen)                           | Walschbronn                                | Rétablissement                 | 5 janvier 1835 (Ordonnance)                               | 5 janvier 1835 (Ordonnance)                               |
| Algrange                                         | Angevillers                                | Rétablissement                 | 9 août 1833 (Ordonnance)                                  | 9 août 1833 (Ordonnance)                                  |
| Hundling                                         | Rouhling                                   | Rétablissements                | 9 août 1833 (Ordonnance)                                  | 9 août 1833 (Ordonnance)                                  |
| Lixing-lès-Rouhling                              | Rouhling                                   | Rétablissements                | 9 août 1833 (Ordonnance)                                  | 9 août 1833 (Ordonnance)                                  |
| Rochonvillers                                    | Ottange                                    | Rétablissement                 | 9 août 1833 (Ordonnance)                                  | 9 août 1833 (Ordonnance)                                  |
| Altrippe                                         | Leyviller                                  | Rétablissement                 | 12 janvier 1833 (Ordonnance)                              | 12 janvier 1833 (Ordonnance)                              |
| Alzing                                           | Vaudreching                                | Rétablissement                 | 12 janvier 1833 (Ordonnance)                              | 12 janvier 1833 (Ordonnance)                              |
| Apach                                            | Kirsch-lès-Sierck                          | Rétablissement                 | 12 janvier 1833 (Ordonnance)                              | 12 janvier 1833 (Ordonnance)                              |
| Betting-lès-Saint-Avold                          | Béning-lès-Saint-Avold                     | Rétablissement                 | 12 janvier 1833 (Ordonnance)                              | 12 janvier 1833 (Ordonnance)                              |
| Blies-Ébersing                                   | Bliesbruck                                 | Rétablissement                 | 12 janvier 1833 (Ordonnance)                              | 12 janvier 1833 (Ordonnance)                              |
| Crusnes (auj. département de Meurthe-et-Moselle) | Aumetz                                     | Rétablissement                 | 12 janvier 1833 (Ordonnance)                              | 12 janvier 1833 (Ordonnance)                              |
| Eincheville                                      | Landroff                                   | Rétablissement                 | 12 janvier 1833 (Ordonnance)                              | 12 janvier 1833 (Ordonnance)                              |
| Etting                                           | Achen                                      | Rétablissement                 | 12 janvier 1833 (Ordonnance)                              | 12 janvier 1833 (Ordonnance)                              |
| Folpersviller                                    | Frauenberg                                 | Rétablissement                 | 12 janvier 1833 (Ordonnance)                              | 12 janvier 1833 (Ordonnance)                              |
| Guerting                                         | Ham-sous-Varsberg                          | Rétablissement                 | 12 janvier 1833 (Ordonnance)                              | 12 janvier 1833 (Ordonnance)                              |
| Harprich                                         | Vallerange                                 | Rétablissement                 | 12 janvier 1833 (Ordonnance)                              | 12 janvier 1833 (Ordonnance)                              |
| Mégange                                          | Guinkirchen                                | Rétablissement                 | 12 janvier 1833 (Ordonnance),                             | 12 janvier 1833 (Ordonnance),                             |
| Moyeuvre-Petite                                  | Moyeuvre-Grande                            | Rétablissement                 | 12 janvier 1833 (Ordonnance)                              | 12 janvier 1833 (Ordonnance)                              |
| Rémelfing                                        | Neufgrange                                 | Rétablissement                 | 12 janvier 1833 (Ordonnance)                              | 12 janvier 1833 (Ordonnance)                              |
| Semécourt                                        | Fèves                                      | Rétablissement                 | 12 janvier 1833 (Ordonnance)                              | 12 janvier 1833 (Ordonnance)                              |
| Tragny                                           | Thimonville                                | Rétablissement                 | 12 janvier 1833 (Ordonnance)                              | 12 janvier 1833 (Ordonnance)                              |
| Villers-Stoncourt                                | Chanville                                  | Rétablissement                 | 12 janvier 1833 (Ordonnance)                              | 12 janvier 1833 (Ordonnance)                              |
| Évrange                                          | Hagen                                      | Rétablissement                 | 1833                                                      | 1833                                                      |
| Villing                                          | Rémering-lès-Hargarten                     | Rétablissement                 | 23 octobre 1829 (Convention) 7 octobre 1830 (Ordonnance), | 23 octobre 1829 (Convention) 7 octobre 1830 (Ordonnance), |
| Lessy                                            | Châtel-Saint-Germain                       | Rétablissement                 | 6 février 1828 (Ordonnance)                               | 6 février 1828 (Ordonnance)                               |
| Cappel                                           | Hoste-Haut                                 | Rétablissement                 | 5 mai 1826 (Ordonnance)                                   | 5 mai 1826 (Ordonnance)                                   |
| Montenach                                        | Sierck                                     | Rétablissement                 | 14 décembre 1820 (Ordonnance)                             | 14 décembre 1820 (Ordonnance)                             |
| Guerstling                                       | Lognon                                     | Rétablissements                | 20 novembre 1815 (Traité)                                 | 20 novembre 1815 (Traité)                                 |
| Niedwelling                                      | Lognon                                     | Rétablissements                | 20 novembre 1815 (Traité)                                 | 20 novembre 1815 (Traité)                                 |
| Hagen                                            | Frisange (Luxembourg)                      | Rétablissement                 | 1814 (Traité),                                            | 1814 (Traité),                                            |
| Hombourg-Bas                                     | Hombourg-Haut                              | Démembrement                   | 1802                                                      | 1802                                                      |
| Audwiller                                        | Guéblange-lès-Sarralbe                     | Démembrements                  | 1801                                                      | 1801                                                      |
| Schweix                                          | Guéblange-lès-Sarralbe                     | Démembrements                  | 1801                                                      | 1801                                                      |
| Steinbach                                        | Guéblange-lès-Sarralbe                     | Démembrements                  | 1801                                                      | 1801                                                      |
| Wentzwiller                                      | Guéblange-lès-Sarralbe                     | Démembrements                  | 1801                                                      | 1801                                                      |

## Modifications de nom officiel
| Ancien nom                  | Nouveau nom                 | Date (et nature) de la décision                                            |
| --------------------------- | --------------------------- | -------------------------------------------------------------------------- |
| Varize                      | Varize-Vaudoncourt          | 24 février 2015 (Arrêté)                                                   |
| Betting-lès-Saint-Avold     | Betting                     | 12 septembre 2005 (Décret)                                                 |
| Grindorff                   | Grindorff-Bizing            | 10 avril 2002 (Décret)                                                     |
| Tritteling                  | Tritteling-Redlach          | 21 décembre 1999 (Décret)                                                  |
| Domnon-lès-Dieuze           | Domnom-lès-Dieuze           | 1er juillet 1994 (Date d'effet) Commission de révision du nom des communes |
| Remering-lès-Hargarten      | Rémering                    | 26 mars 1993 (Décret)                                                      |
| Schwerdoff                  | Schwerdorff                 | 1er août 1992 (Rectification d'une erreur)                                 |
| Hoste-Haut                  | Hoste                       | 11 juin 1979 (Décret)                                                      |
| Puttelange-lès-Farschviller | Puttelange-aux-Lacs         | 10 mars 1971 (Décret)                                                      |
| Ban-Saint-Martin            | Le Ban-Saint-Martin         | 30 avril 1966 (Décret)                                                     |
| Honskirich                  | Honskirch                   | 19 août 1961 (Décret)                                                      |
| Creutzwald-la-Croix         | Creutzwald                  | 25 juillet 1961 (Décret)                                                   |
| Hellering                   | Hellering-lès-Fénétrange    | 25 juillet 1961 (Décret)                                                   |
| Vallières                   | Vallières-lès-Metz          | 25 juillet 1961 (Décret)                                                   |
| Nousseviller-lès-Puttelange | Nousseviller-Saint-Nabor    | 19 juin 1961 (Décret)                                                      |
| Turquestein                 | Turquestein-Blancrupt       | 19 juin 1961 (Décret)                                                      |
| Halling-lès-Boulay-Moselle  | Halling-lès-Boulay          | 6 avril 1957 (Décret)                                                      |
| Guessling                   | Guessling-Hémering          | 6 juillet 1956 (Décret)                                                    |
| Corny                       | Corny-sur-Moselle           | 29 octobre 1955 (Décret)                                                   |
| Dain                        | Dain-en-Saulnois            | 29 octobre 1955 (Décret)                                                   |
| Kerling                     | Kerling-lès-Sierck          | 29 octobre 1955 (Décret)                                                   |
| Novéant                     | Novéant-sur-Moselle         | 29 octobre 1955 (Décret)                                                   |
| Saint-Julien                | Saint-Julien-lès-Metz       | 29 octobre 1955 (Décret)                                                   |
| Charly                      | Charly-Oradour              | 7 août 1950 (Décret)                                                       |
| Guéblange-lès-Sarralbe      | Le Val-de-Guéblange         | 15 juillet 1948 (Décret)                                                   |
| Teting                      | Teting-sur-Nied             | 12 janvier 1948 (Décret)                                                   |
| Kédange                     | Kédange-sur-Canner          | 22 octobre 1947 (Décret)                                                   |
| Heining                     | Heining-lès-Bouzonville     | 12 juin 1947 (Décret)                                                      |
| Lohr                        | Lhor                        | 17 avril 1947 (Décret)                                                     |
| Sierck                      | Sierck-les-Bains            | 23 juillet 1936 (Décret)                                                   |
| Rurange                     | Rurange-lès-Thionville      | 26 mars 1933 (Décret)                                                      |
| Berveiller                  | Berviller-en-Moselle        | 5 avril 1932 (Décret)                                                      |
| Saint-François              | Saint-François-Lacroix      | 16 février 1932 (Décret)                                                   |
| Neunkirchen                 | Neunkirchen-lès-Bouzonville | 28 novembre 1931 (Décret)                                                  |
| Halling                     | Halling-lès-Boulay-Moselle  | 14 juin 1931 (Décret)                                                      |
| Bionville                   | Bionville-sur-Nied          | 24 octobre 1930 (Décret)                                                   |
| Berg                        | Berg-sur-Moselle            | 24 août 1930 (Décret)                                                      |
| Rohrbach                    | Rohrbach-lès-Bitche         | 4 juin 1930 (Décret)                                                       |
| Basse-Kontz                 | Contz-les-Bains             | 9 janvier 1930 (Décret)                                                    |
| Wœlfling                    | Wœlfling-lès-Sarreguemines  | 12 mai 1929 (Décret)                                                       |
| Charleville                 | Charleville-sous-Bois       | 24 avril 1928 (Décret)                                                     |
| Behren                      | Behren-lès-Forbach          | 15 juin 1926 (Décret)                                                      |
| Beyren                      | Beyren-lès-Sierck           | 15 juin 1926 (Décret)                                                      |
| Villers-Bettnach            | Saint-Hubert                | 1911                                                                       |
| Bickenholtz                 | Sainte-Marie-de-Bickenholtz | 30 novembre 1863 (Décret)                                                  |
| Mercy-le-Haut               | Mercy-lès-Metz              | 15 janvier 1862 (Décret)                                                   |
| Maizières                   | Maizières-lès-Metz          | 30 mai 1847 (Ordonnance)                                                   |
| Althorn-Sarreinsberg        | Sarreinsberg                | 27 juin 1838 (Ordonnance)                                                  |
| Puttelange-lès-Rodemack     | Puttelange-lès-Thionville   | ??                                                                         |

## Modifications des limites communales
Le plus souvent, les modifications des limites communales décidées par arrêtés préfectoraux ne sont pas répertoriées dans le Journal officiel ni dans le Bulletin officiel.
| La commune de ...                                               | ... cède du territoire à la commune de ...                      | précisions | Date (et nature) de la décision              |
| --------------------------------------------------------------- | --------------------------------------------------------------- | --- | -------------------------------------------- |
| Florange                                                        | Thionville                                                      | Superficie de 2 ha 84 a 9 ca | 4 octobre 2013 (Décret)                      |
| Woippy                                                          | Saulny                                                          | Superficie de 2 ha 73 a 4 ca | 10 novembre 2006 (Décret)                    |
| Saulny                                                          | Woippy                                                          | Superficie de 2 ha 39 a 10 ca | 10 novembre 2006 (Décret)                    |
| Hayange                                                         | Neufchef                                                        | 38 habitants Superficie de 2 ha 15 a 20 ca                                                                                         | 10 novembre 2006 (Décret)                    |
| Amnéville                                                       | Hagondange                                                      | Superficie de 12 ha 83 a 19 ca | 26 septembre 1988 (Décret)                   |
| Hagondange                                                      | Amnéville                                                       | Superficie de 12 ha 30 a 3 ca | 26 septembre 1988 (Décret)                   |
| Sarreguemines                                                   | Ippling                                                         | 44 habitants Superficie de 6 ha 6 a 19 ca                                                                                          | 10 février 1987 (Décret)                     |
| Sarralbe                                                        | Herbitzheim (département du Bas-Rhin)                           | Superficie de 2 ha 47 a 30 ca | 25 avril 1985 (Décret)                       |
| Herbitzheim (département du Bas-Rhin)                           | Sarralbe                                                        | Superficie de 1 ha 87 a 26 ca | 25 avril 1985 (Décret)                       |
| Marly                                                           | Metz                                                            | Superficie de 66 a 40 ca | 8 juin 1982 (Décret)                         |
| Metz                                                            | Marly                                                           | Superficie de 66 a 40 ca | 8 juin 1982 (Décret)                         |
| Altwiller (département du Bas-Rhin)                             | Vibersviller                                                    | Superficie de 3 ha 27 a 36 ca | 15 juin 1979 (Décret)                        |
| Vibersviller                                                    | Altwiller (département du Bas-Rhin)                             | Superficie de 3 ha 27 a 36 ca | 15 juin 1979 (Décret)                        |
| Honskirch                                                       | Altwiller (département du Bas-Rhin)                             | Superficie de 40 a 8 ca | 15 juin 1979 (Décret)                        |
| Hinsingen (département du Bas-Rhin)                             | Honskirch                                                       | Superficie de 40 a 8 ca | 15 juin 1979 (Décret)                        |
| Metz                                                            | Woippy                                                          | Superficie de 1 ha 21 a 5 ca | 6 octobre 1977 (Décret)                      |
| Woippy                                                          | Metz                                                            | Superficie de 57 a 18 ca | 6 octobre 1977 (Décret)                      |
| Metz                                                            | Lorry-lès-Metz                                                  | Superficie de 30 a | 15 juillet 1976 (Décret)                     |
| Lorry-lès-Metz                                                  | Metz                                                            | Superficie de 20 a 97 ca | 15 juillet 1976 (Décret)                     |
| Carling Creutzwald                                              | Creutzwald Carling                                              | | 29 janvier 1976 (Décret)                     |
| Thionville                                                      | Manom                                                           | Superficie de 2 ha 13 a 15 ca | 5 juin 1975 (Décret)                         |
| Manom                                                           | Thionville                                                      | Superficie de 1 ha 93 a 71 ca | 5 juin 1975 (Décret)                         |
| Metz Saint-Julien-lès-Metz                                      | Saint-Julien-lès-Metz Metz                                      | | 5 novembre 1973 (Décret)                     |
| Moulins-lès-Metz                                                | Montigny-lès-Metz                                               | Superficie de 9 a 15 ca | 10 juillet 1969 (Décret)                     |
| Montigny-lès-Metz                                               | Moulins-lès-Metz                                                | Superficie de 5 a 88 ca | 10 juillet 1969 (Décret)                     |
| Aumetz                                                          | Crusnes (département de la Meurthe-et-Moselle)                  | | 6 février 1969 (Décret)                      |
| Loupershouse                                                    | Hoste-Haut                                                      | | 25 janvier 1967 (Décret)                     |
| Villerupt (département de la Meurthe-et-Moselle) Audun-le-Tiche | Audun-le-Tiche Villerupt (département de la Meurthe-et-Moselle) | | 23 décembre 1965 (Décret)                    |
| Metz                                                            | Coincy                                                          | Superficie de 15 ha 2 a 30 ca | 27 août 1965 (Décret)                        |
| Coincy                                                          | Metz                                                            | Superficie de 15 ha 93 a 10 ca | 27 août 1965 (Décret)                        |
| Zetting                                                         | Sarreinsming                                                    | Hameau de Petite Amérique 77 habitants                                                                                             | 18 novembre 1963 (Décret)                    |
| Hambach                                                         | Neufgrange                                                      | Lieu-dit Rotberg Superficie de 63 a 5 ca                                                                                           | 23 décembre 1958 (Arrêté),                   |
| Neufgrange                                                      | Hambach                                                         | Lieu-dit Langenzoh Superficie de 51 a 2 ca                                                                                         | 23 décembre 1958 (Arrêté),                   |
| Metz                                                            | Woippy                                                          | Superficie de 28 a 43 ca | 22 novembre 1955 (Décret),                   |
| Woippy                                                          | Metz                                                            | Superficie de 1 ha 24 a 63 ca | 22 novembre 1955 (Décret),                   |
| Moussey Réchicourt-le-Château                                   | Réchicourt-le-Château Moussey                                   | | 16 décembre 1952 (Arrêté)                    |
| Flétrange                                                       | Elvange                                                         | | 4 août 1951 (Décret)                         |
| Salonnes Château-Salins                                         | Château-Salins Salonnes                                         | | 30 décembre 1950 (Arrêté)                    |
| Ban-Saint-Martin Longeville-lès-Metz                            | Longeville-lès-Metz Ban-Saint-Martin                            | | 12 décembre 1949 (Arrêté)                    |
| Abreschviller Nitting                                           | Nitting Abreschviller                                           | | 10 décembre 1949 (Arrêté)                    |
| Sanry-sur-Nied                                                  | Pange                                                           | Section de Domangeville | 13 juin 1936 (Décret)                        |
| Philippsbourg                                                   | Niederbronn (département du Bas-Rhin)                           | Superficie de 4 a 14 ca Deux parcelles enclavées et séparées du ban communal de Philippsbourg par le ruisseau de Falkensteinnerach | 27 décembre 1930 (Décret)                    |
| Morville-lès-Vic                                                | Moyenvic                                                        | Annexe de Salival | 28 décembre 1928 (Décret)                    |
| Meisenthal                                                      | Saint-Louis-lès-Bitche                                          | Hameau de Moulins Saint-Louis | 20 décembre 1926 (Décret)                    |
| Avricourt                                                       | Igney (département de la Meurthe-et-Moselle)                    | Partie restée française | 28 juin 1873 (Loi)                           |
| Ban-Saint-Martin                                                | Metz                                                            | | 8 février 1865 (Décret)                      |
| Montigny-lès-Metz                                               | Metz                                                            | | 8 février 1865 (Décret)                      |
| Le Sablon                                                       | Metz                                                            | | 8 février 1865 (Décret)                      |
| Merschweiller                                                   | Apach                                                           | Section de Belmacher | 17 février 1864 (Loi)                        |
| Vaudreching                                                     | Alzing                                                          | | 5 novembre 1862 (Décret)                     |
| Hoff                                                            | Sarrebourg                                                      | | 21 mars 1855 (Loi)                           |
| Devant-les-Ponts                                                | Ban-Saint-Martin                                                | Hameau du Sauvage et terrains du Champ de manoeuvres                                                                               | 20 avril 1854 (Loi)                          |
| Achâtel                                                         | Sailly                                                          | | 8 mai 1852 (Décret)                          |
| Manom                                                           | Hettange-Grande                                                 | Partie de la ferme de Chambourg | 31 janvier 1850 (Loi)                        |
| Bitche                                                          | Hottviller                                                      | Enclave | 12 juin 1845 (Loi)                           |
| Boussewiller                                                    | Haspelschiedt                                                   | | 13 avril 1844 (Loi)                          |
| Berlingen                                                       | Pfalzweyer (département du Bas-Rhin)                            | | 11 mai 1836 (Loi)                            |
| Folschwiller                                                    | Teting                                                          | Hameau de Mettring | 11 mai 1836 (Loi)                            |
| Diemeringen (département du Bas-Rhin)                           | Rahling                                                         | | 28 juin 1829 (Loi)                           |
| Raucourt (département de la Meurthe-et-Moselle)                 | Saint-Jure-Allemont-Raissaincourt                               | Parcelles enclavées | 26 mars 1829 (Loi)                           |
| Flétrange                                                       | Tritteling                                                      | "Commune" de Redlach | 4 novembre 1818 (Ordonnance)                 |
| Grosbliederstroff                                               | Rouhling                                                        | Territoire de Halling | 12 février 1805 (Décret) (23 pluviôse an 13) |

## Communes associées
Liste des communes ayant, ou ayant eu (en italique), à la suite d'une fusion, le statut de commune associée.
| Nom de la commune      | Code INSEE | Fusion-association                     | Fusion-association | Fusion-association | Fusion-association                       | D - Défusion ou F - transformation de l'association en fusion simple | D - Défusion ou F - transformation de l'association en fusion simple | D - Défusion ou F - transformation de l'association en fusion simple | D - Défusion ou F - transformation de l'association en fusion simple |
| Nom de la commune      | Code INSEE | date de la décision                    | date d'effet       | commune absorbante | nom de la commune résultant de la fusion | D/F                                                                  | date de la décision                                                  | date d'effet                                                         | commentaire                                                          |
| ---------------------- | ---------- | -------------------------------------- | ------------------ | ------------------ | ---------------------------------------- | -------------------------------------------------------------------- | -------------------------------------------------------------------- | -------------------------------------------------------------------- | -------------------------------------------------------------------- |
| Givrycourt             | 57248      | Arrêté préfectoral du 12 juin 1973     | 1er juillet 1973   | Albestroff         | Albestroff                               | D                                                                    | Arrêté préfectoral du 10 novembre 1997                               | 1er janvier 1998                                                     |                                                                      |
| Réning                 | 57573      | Arrêté préfectoral du 12 juin 1973     | 1er juillet 1973   | Albestroff         | Albestroff                               | D                                                                    | Arrêté préfectoral du 10 novembre 1997                               | 1er janvier 1998                                                     |                                                                      |
| Torcheville            | 57675      | Arrêté préfectoral du 12 juin 1973     | 1er juillet 1973   | Albestroff         | Albestroff                               | D                                                                    | Arrêté préfectoral du 10 novembre 1997                               | 1er janvier 1998                                                     |                                                                      |
| Insming                | 57346      | Arrêté préfectoral du 12 juin 1973     | 1er juillet 1973   | Albestroff         | Albestroff                               | D                                                                    | Arrêté préfectoral du 13 décembre 1983                               | 1er janvier 1984                                                     |                                                                      |
| Munster                | 57494      | Arrêté préfectoral du 12 juin 1973     | 1er juillet 1973   | Albestroff         | Albestroff                               | D                                                                    | Arrêté préfectoral du 28 février 1983                                | 1er mars 1983                                                        |                                                                      |
| Angviller-lès-Bisping  | 57023      | Décret du 6 septembre 1973             | 9 septembre 1973   | Bisping            | Belles-Forêts                            |                                                                      |                                                                      |                                                                      |                                                                      |
| Desseling              | 57173      | Décret du 6 septembre 1973             | 9 septembre 1973   | Bisping            | Belles-Forêts                            | D                                                                    | Arrêté préfectoral du 22 novembre 1985                               | 1er janvier 1986                                                     |                                                                      |
| Halling-lès-Boulay     | 57285      | Arrêté préfectoral du 29 décembre 1972 | 1er janvier 1973   | Boulay-Moselle     | Boulay-Moselle                           |                                                                      |                                                                      |                                                                      |                                                                      |
| Brettnach              | 57110      | Arrêté préfectoral du 16 avril 1974    | 1er mai 1974       | Bouzonville        | Bouzonville                              | D                                                                    | Arrêté préfectoral du 10 septembre 1981                              | 1er janvier 1982                                                     |                                                                      |
| Arraincourt            | 57027      | Décret du 21 novembre 1973             | 1er décembre 1973  | Brulange           | Brulange                                 | D                                                                    | Décret du 30 juillet 1985                                            | 4 août 1985                                                          |                                                                      |
| Holacourt              | 57328      | Décret du 21 novembre 1973             | 1er décembre 1973  | Brulange           | Brulange                                 | D                                                                    | Décret du 30 juillet 1985                                            | 4 août 1985                                                          |                                                                      |
| Thonville              | 57673      | Décret du 21 novembre 1973             | 1er décembre 1973  | Brulange           | Brulange                                 | D                                                                    | Décret du 30 juillet 1985                                            | 4 août 1985                                                          |                                                                      |
| Coutures               | 57157      | Arrêté préfectoral du 30 mai 1975      | 1er juin 1975      | Château-Salins     | Château-Salins                           |                                                                      |                                                                      |                                                                      |                                                                      |
| Dédeling               | 57170      | Arrêté préfectoral du 29 janvier 1981  | 1er février 1981   | Château-Voué       | Château-Voué                             | F                                                                    | Arrêté préfectoral du 6 septembre 1982                               | 1er octobre 1982                                                     |                                                                      |
| Loutremange            | 57420      | Arrêté préfectoral du 26 avril 1979    | 1er juin 1979      | Condé-Northen      | Condé-Northen                            |                                                                      |                                                                      |                                                                      |                                                                      |
| Landonvillers          | 57378      | Arrêté préfectoral du 29 décembre 1972 | 1er janvier 1973   | Courcelles-Chaussy | Courcelles-Chaussy                       |                                                                      |                                                                      |                                                                      |                                                                      |
| Kerprich-aux-Bois      | 57362      | Arrêté préfectoral du 1er octobre 1972 | 1er octobre 1972   | Diane-Capelle      | Diane-et-Kerprich                        | D                                                                    | Arrêté préfectoral du 28 novembre 1984                               | 1er janvier 1985                                                     | Diane-et-Kerprich reprend le nom de Diane-Capelle                    |
| Chémery                | 57135      | Arrêté préfectoral du 27 avril 1973    | 1er mai 1973       | Faulquemont        | Faulquemont                              |                                                                      |                                                                      |                                                                      |                                                                      |
| Guirlange              | 57279      | Arrêté préfectoral du 12 février 1973  | 1er mars 1973      | Gomelange          | Gomelange                                |                                                                      |                                                                      |                                                                      |                                                                      |
| Berviller-en-Moselle   | 57069      | Arrêté préfectoral du 22 décembre 1972 | 1er janvier 1973   | Merten             | Merten                                   | D                                                                    | Arrêté préfectoral du 23 décembre 1980                               | 1er janvier 1981                                                     |                                                                      |
| Rémering-lès-Hargarten | 57570      | Arrêté préfectoral du 22 décembre 1972 | 1er janvier 1973   | Merten             | Merten                                   | D                                                                    | Arrêté préfectoral du 23 décembre 1980                               | 1er janvier 1981                                                     |                                                                      |
| Villing                | 57720      | Arrêté préfectoral du 28 décembre 1973 | 1er janvier 1974   | Merten             | Merten                                   | D                                                                    | Arrêté préfectoral du 23 décembre 1980                               | 1er janvier 1981                                                     |                                                                      |
| Saint-Bernard          | 57608      | Arrêté préfectoral du 21 novembre 1973 | 1er décembre 1973  | Piblange           | Piblange                                 |                                                                      |                                                                      |                                                                      |                                                                      |
| Vaudoncourt            | 57699      | Arrêté préfectoral du 21 novembre 1973 | 1er décembre 1973  | Varize             | Varize                                   | F                                                                    | Arrêté préfectoral du 6 mars 2013                                    | 1er avril 2013                                                       |                                                                      |